# Benjamin Disraeli
Pour les articles homonymes, voir Disraeli.
Benjamin Disraeli, né le 21 décembre 1804 et mort le 19 avril 1881 à Londres, est un homme d'État et écrivain britannique, Premier ministre du Royaume-Uni à deux reprises. Il joue un rôle central dans la création du Parti conservateur moderne dont il formalise la doctrine. Par sa grande influence sur la politique étrangère, il a associé les conservateurs à la gloire et à la puissance de l'Empire britannique.
Né dans une famille juive, Benjamin Disraeli est élevé dans la foi anglicane car son père est en conflit avec sa synagogue. Il entame une carrière d'avocat mais se tourne vers la politique dans les années 1830 et est élu à la Chambre des communes comme député de Maidstone en 1837. Lorsque les conservateurs prennent le pouvoir en 1841, Disraeli n’intègre pas le gouvernement du Premier ministre Robert Peel. Cinq ans plus tard, Peel divise le parti en demandant l'abrogation des Corn Laws qui limitaient les importations de céréales : il est violemment attaqué par Disraeli. Peu de notables conservateurs rompent avec Peel, et Disraeli devient alors une figure importante du parti même si beaucoup se méfient de lui. Il est trois fois chancelier de l'Échiquier et chef de la Chambre des communes au sein des cabinets de Lord Derby dans les années 1850 et 1860. Il développe à cette période une forte rivalité avec le libéral William Ewart Gladstone.
Lorsque Derby démissionne pour des raisons de santé en février 1868, Disraeli devient Premier ministre mais perd les élections à la fin de l'année. Il représente alors l'opposition avant de mener son parti à la victoire en 1874. Il développe une forte amitié avec la reine Victoria qui le fait comte de Beaconsfield en 1876. Le second mandat de Disraeli est dominé par la question d'Orient, désignant le déclin de l'Empire ottoman et les actions des autres pays européens, notamment la Russie, pour en profiter. Il pousse ainsi les intérêts britanniques à prendre des parts dans la compagnie du canal de Suez en Égypte ottomane. En 1878, devant les victoires russes contre les Ottomans, Disraeli mène la délégation britannique au congrès de Berlin et négocie des termes favorables au Royaume-Uni.
Même si Disraeli est félicité pour ses actions à Berlin, d'autres événements affectent le soutien à son gouvernement : les guerres en Afghanistan et en Afrique du Sud sont critiquées, et il irrite les agriculteurs britanniques en refusant de rétablir les Corn Laws. Gladstone mène une campagne efficace et le parti libéral remporte les élections de 1880.
Auteur de plusieurs romans depuis 1826, Benjamin Disraeli publie sa dernière œuvre, Endymion, peu avant sa mort à l'âge de 76 ans.

## Jeunesse

### Enfance

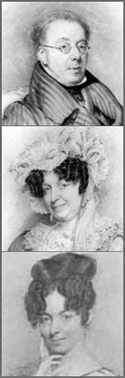
Le père, la mère et la sœur de Benjamin Disraeli : Isaac, Maria et Sarah.

Benjamin Disraeli est né le 21 décembre 1804 dans le quartier londonien de Bloomsbury. Il est le second enfant et le premier fils d'Isaac D'Israeli, un historien et critique littéraire, et de Maria (Miriam) née Basevi. La famille est principalement d'origine séfarade, avec des nombreux ancêtres venant d'Italie. Le père d'Isaac, également prénommé Benjamin, quitte Venise en 1748 pour s'installer en Angleterre, alors que le grand-père maternel, Naphtali Basevi, est venu à Londres de Vérone en 1762. Disraeli romança par la suite ses origines en avançant que la famille de son père était issue de l'aristocratie espagnole ou vénitienne ; en réalité, il n'y avait aucun noble dans la famille d'Isaac mais du côté de sa mère, auquel il ne s'intéressa pas, il possédait plusieurs illustres aïeuls dont les Aboab,,. Les historiens sont partagés sur les motivations de Disraeli pour récrire son histoire familiale ; Bernard Glassman avance que cela était destiné à lui donner un statut comparable à celui de l'élite dominante anglaise tandis que Sarah Bradford suppose que « son aversion de l'ordinaire ne lui permettait pas d'accepter le fait que sa naissance soit aussi banale qu'elle était en réalité ».
Benjamin Disraeli avait une sœur aînée Sarah (1802-1859) et trois frères cadets Naphtali (né et mort en 1807), Raphael (1809-1898) et Jacobus (1813-1868). Il était proche de sa sœur et plus distant avec ses frères. On sait peu de choses sur son éducation. À l'âge de six ans, il fut scolarisé dans une dame school à Islington que l'un de ses biographes décrivit comme « un excellent établissement pour l'époque, ». Environ deux ans plus tard, il fut envoyé à l'école du révérend John Potticary à Blackheath. C'est à cette époque que son père renonça au judaïsme et ses quatre enfants furent baptisés dans la foi anglicane en juillet et août 1817.
Isaac D'Israeli n'avait jamais accordé un grand intérêt à la religion mais il était resté membre de la synagogue de Bevis Marks. Son père en était un membre influent et c'est probablement par respect pour lui qu'Isaac ne la quitta pas lorsqu'il se disputa avec les autorités du lieu en 1813. Après la mort de son père en 1816, Isaac décida de quitter la congrégation après une nouvelle dispute. Son ami et avocat, Sharon Turner, le convainquit que s'il lui était possible de n'être rattaché à aucune religion, cela serait préjudiciable à ses enfants s'ils faisaient de même. Turner fut ainsi le parrain de Benjamin lors de son baptême à l'âge de 12 ans le 31 juillet 1817.
Le baptême permit à Disraeli d'envisager une meilleure carrière en politique. La société britannique du début du XIXe siècle n'était pas particulièrement antisémite et plusieurs juifs avaient été députés depuis Sampson Eardley en 1770. Cependant, jusqu'en 1858, les députés devaient prêter un serment d'allégeance à la « véritable foi chrétienne » ce qui imposait au minimum une conversion de forme. On ne sait pas si Disraeli avait déjà des ambitions politiques au moment de son baptême à 12 ans mais il est certain qu'il regretta amèrement la décision de ses parents de ne pas l'envoyer au Winchester College. Il s'agissait de l'une des plus prestigieuses public schools d'Angleterre qui formait une partie de l'élite politique. Ses deux frères cadets y furent scolarisés et on ignore précisément pourquoi Isaac décida d'envoyer son fils aîné dans une institution bien moins cotée. Il intégra ainsi une école de Walthamstow à l'automne 1817.

### Années 1820

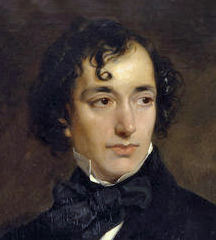
Portrait d'un jeune Disraeli réalisé en 1852 par Francis Grant.

En novembre 1821, peu avant son 17e anniversaire, Disraeli fut embauché comme apprenti dans un cabinet d'avocat de la Cité de Londres. L'un de ses directeurs, T. F. Maples était non seulement son premier employeur et un ami de son père mais il faillit également devenir son beau-père,. Une amitié se développa entre Benjamin et la fille de Maples mais cela n'alla pas plus loin. Les affaires du cabinet étaient banane fructueuses et le biographe R. W. Davis note que le travail était « le type de fonction stable et respectable dont beaucoup de pères rêvaient pour leurs enfants ». Même si ses biographes comme Robert Blake et Sarah Bradford avancent que ce poste était incompatible avec la nature ambitieuse et romantique de Disraeli, il donna satisfaction à ses employeurs et indiqua par la suite qu'il avait beaucoup appris en travaillant dans le cabinet,.
Environ un an après avoir rejoint le cabinet de Maples, Benjamin changea son nom de D'Israeli à Disraeli. Ses raisons sont inconnues mais son biographe Bernard Glassman suggère que cela était destiné à éviter toute confusion avec son père. Les frères et sœurs de Disraeli adoptèrent cette nouvelle version tandis que leurs parents conservèrent l'ancienne,.
Disraeli visita la Belgique et la vallée du Rhin avec son père à l'été 1824 ; il écrivit plus tard que ce fut le long du Rhin qu'il décida de démissionner. À son retour en Angleterre, il quitta le cabinet pour, sur les conseils de Maples, devenir barrister. Il s'inscrivit au Lincoln's Inn et rejoignit le cabinet de son oncle, Nathaniel Basevy, puis celui de Benjamin Austen, qui persuada Isaac que Disraeli ne réussirait pas dans cette voie et qu'il devrait être autorisé à mener une carrière littéraire. Il avait en effet déjà soumis un manuscrit à un ami de son père, l'éditeur John Murray, mais l'avait retiré avant que ce dernier n'ait décidé de le publier ou non. Après avoir quitté le droit, Disraeli écrivit quelques textes pour Murray mais se concentra sur des activités de spéculation à la bourse.
En raison de la fin de la domination espagnole en Amérique du Sud, les compagnies minières étaient en pleine expansion et émettaient de nombreuses actions. Sans fonds propres, Disraeli emprunta de l'argent pour investir. Il se rapprocha du financier John Diston Powles qui était l'un de ceux encourageant le boom minier. Durant l'année 1824, Disraeli rédigea trois pamphlets anonymes faisant la promotion des sociétés minières pour le compte de Powles. Les articles furent publiés par John Murray qui avait beaucoup investi dans le secteur,.

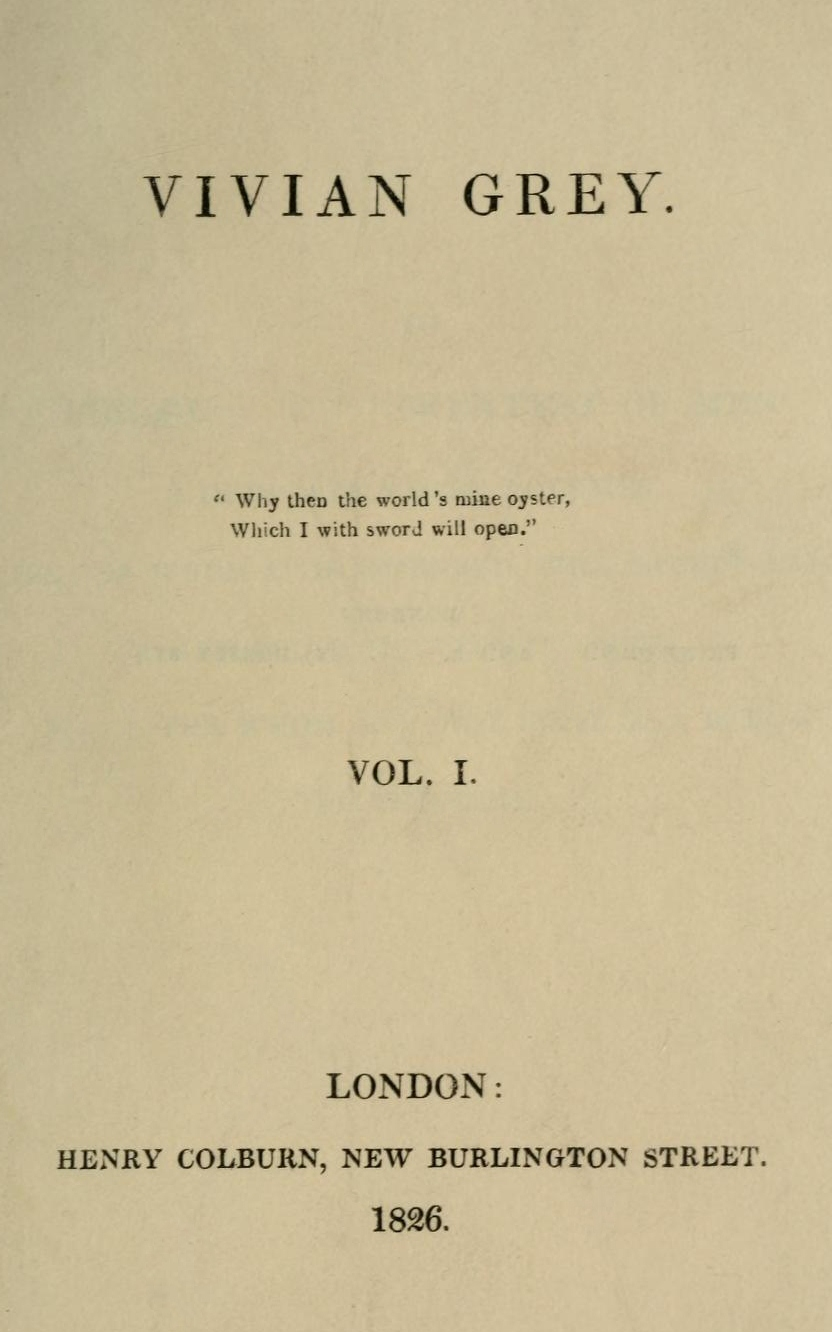
Couverture de la première édition de Vivian Grey.

Murray avait un temps envisagé de créer un nouveau journal du matin pour rivaliser avec The Times et en 1825, Disraeli le convainquit de se lancer. La nouvelle publication, The Representative, fit la promotion des compagnies minières et des hommes politiques qui les soutenaient comme George Canning. Disraeli impressionna Murray par son enthousiasme et son engagement dans le projet mais il ne parvint pas à convaincre l'influent écrivain John Gibson Lockhart d'éditer son journal. Après cela, l'influence de Disraeli sur Murray diminua et il fut, à son grand regret, écarté de la rédaction du périodique. La publication du journal ne dura que six mois en partie du fait de l'éclatement de la bulle spéculative à la fin de l'année 1825 et parce que, selon Blake, il était « atrocement édité » et aurait échoué tôt ou tard.
L'éclatement de la bulle ruina Disraeli et en juin 1825, ses associés et lui avaient perdu 7 000 £ (environ 574 000 £ de 2011) ; Disraeli ne remboursa complètement sa dette qu'en 1849. Il revint alors à l'écriture pour essayer d'obtenir de l'argent et pour prendre sa revanche sur Murray et ceux qui, selon lui, l'avaient abandonné. À cette époque, le genre littéraire en vogue était la silver-fork fiction (« fiction de la cuillère en argent ») mettant en scène la vie de l'aristocratie dans des romans généralement rédigés anonymement et destinés aux classes moyennes,. En 1826 et 1827, Disraeli publia anonymement les quatre volumes de son premier roman Vivian Grey qui se basait largement sur l'échec du Representative. Les ventes furent satisfaisantes mais l'œuvre fit scandale dans les cercles littéraires quand l'identité de son auteur fut découverte. Les nombreux solécismes démontraient que Disraeli, alors âgé de seulement 23 ans, n'évoluait pas dans la haute-société et les critiques furent sévères. De plus, Murray et Lockhart, qui disposaient d'une grande influence dans les cercles littéraires, estimèrent qu'ils avaient été caricaturés et trompés ; ces accusations furent rejetées par l'auteur mais reprises par beaucoup de ses biographes,,,,. Dans les éditions ultérieures, Disraeli apporta de nombreuses modifications au texte pour adoucir la satire mais sa réputation en fut longuement ternie.
Le biographe Jonathan Parry avance que l'échec financier et les critiques à son encontre affectèrent fortement Disraeli et il souffrit d'une grave crise nerveuse pendant près de quatre ans : « Il avait toujours été lunatique, sensible et solitaire par nature, mais il devint alors profondément déprimé et léthargique ». Il vivait encore avec ses parents à Londres mais les médecins lui recommandèrent de changer d'air et il occupa plusieurs maisons à la campagne et sur la côte.

### Années 1830
Avec le fiancé de sa sœur, William Meredith, Disraeli voyagea en Méditerranée en 1830 et 1831. Le voyage fut en partie financé par un autre de ses romans, The Young Duke, écrit en 1829 et 1830. L'expédition fut écourtée car Meredith mourut de la variole au Caire en juillet 1831. Malgré cette tragédie, Disraeli sortit enrichi de cette expérience. Il devint, selon Parry, « conscient des valeurs qui semblaient échapper à ses concitoyens en métropole. Le voyage développa sa conscience de lui-même, son relativisme moral et son intérêt pour les opinions religieuses et raciales de l'Orient ». Blake considère l'expédition comme l'une des expériences les plus formatrices de toute sa carrière : « L'influence qu'elle eut sur lui fut durable. Elle conditionna son attitude envers les problèmes les plus importants qu'il affronta dans ses dernières années, en particulier la Question d'Orient ; elle colora également nombre de ses romans ».
Disraeli rédigea deux romans à son retour. Contarini Fleming publié en 1832 était un autoportrait revendiqué. Sous-titré « une autobiographie psychologique », il illustre les éléments contradictoires du caractère de son héros : la dualité de son ascendance nordique et méditerranéenne, l'artiste rêvé et l'homme d'action courageux. The Wondrous Tale of Alroy l'année suivante dépeint les problèmes d'un juif important du Moyen Âge devant décider entre un petit État exclusivement juif et un grand empire multireligieux.

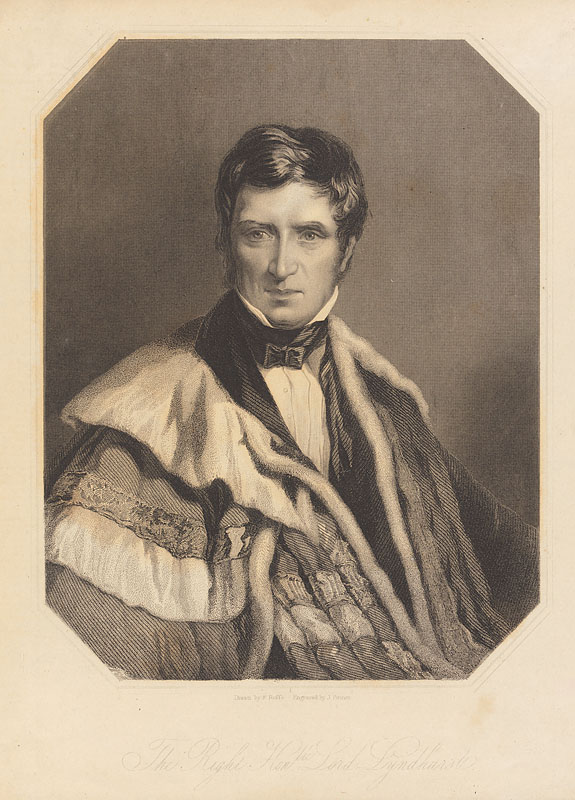
Portrait de John Copley.

Après la publication des deux romans, Disraeli déclara qu'il « n'écrirait plus rien sur lui-même ». Il avait commencé à s'intéresser à la politique en 1832 durant la crise de la Reform Bill. Il avait participé à un pamphlet anti-whig édité par John Wilson Croker et publié par Murray intitulé England and France: or a cure for Ministerial Gallomania. Le choix d'une publication tory fut jugé étrange par les amis et les proches de Disraeli qui considérait qu'il était plus proche des radicaux. Au moment de la publication de l'article, Disraeli faisait en effet campagne à High Wycombe pour la cause radicale.
À cette époque, les politiques nationales étaient dominées par des membres de l'aristocratie. Les whigs descendaient de la coalition de nobles qui avaient imposés l'adoption de la Charte des droits et libertés en 1689. Les tories étaient plus en faveur du roi et de l'Église et étaient opposés à tout changement politique. Un petit nombre de radicaux, généralement issus des conscriptions du Nord de l'Angleterre, étaient les plus farouches partisans de réformes politiques et sociales. Au début des années 1830, les tories et les intérêts qu'ils défendaient semblaient perdus. Les whigs, qui formaient l'autre grand parti, étaient détestés par Disraeli : « Le torysme est à bout de souffle et je ne peux m'abaisser à être un whig ». Lors des deux élections générales de 1832, Disraeli tenta sans succès d'être élu à High Wycombe sous l'étiquette radicale.
Disraeli partageait certaines idées politiques des radicaux comme le besoin de réformes du système électoral et d'autres défendues par les tories comme le protectionnisme. Il commença à se rapprocher de ces derniers et en 1834, il fut présenté à l'ancien lord chancelier John Copley par Henrietta Sykes, l'épouse de Francis Sykes. Elle entretenait une relation amoureuse avec Copley et en entama une autre avec Disraeli. Disraeli et Copley développèrent immédiatement une forte amitié. Ce dernier propageait imprudemment les commérages et aimait les intrigues ce qui plut fortement à Disraeli qui devint son adjoint et intermédiaire. En 1835, Disraeli se présenta pour la dernière fois comme un radical mais échoua à nouveau à être élu à High Wycombe.

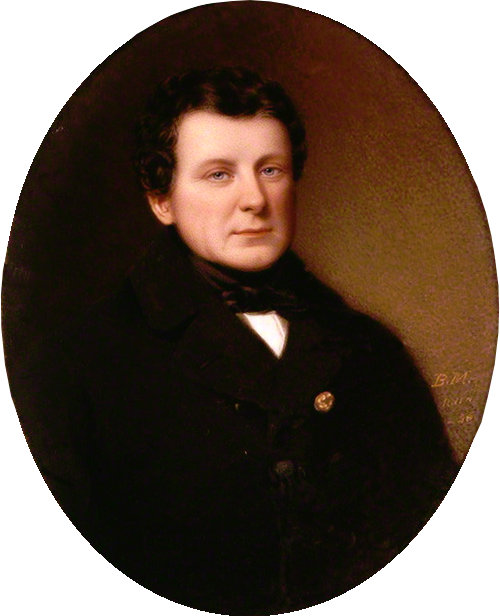
Daniel O'Connell fut l'un des premiers opposants politiques de Disraeli.

En avril 1835, Disraeli participa à une élection partielle à Taunton comme tory. Le député irlandais Daniel O'Connell, induit en erreur par des dépêches de presse incorrectes, pensa que Disraeli l'avait calomnié durant sa campagne et il lança une violente attaque faisant référence à Disraeli comme à :

« un reptile… tout juste bon maintenant, après avoir été deux fois rejeté par le peuple, à devenir un conservateur. Il possède tous les prérequis nécessaires en perfidie, en égoïsme, en dépravation, en corruption, etc. pour pouvoir prétendre à ce changement. Son nom montre qu'il est d'origine juive. Je n'utilise pas ce terme comme un reproche ; il y a nombreux juifs respectables. Mais il y en a, comme dans tout autre peuple, du plus bas et du plus méprisable niveau de turpitude morale ; et de ceux-ci, je considère M. Disraeli comme le pire. »

Les échanges publics entre les deux hommes furent largement reproduits dans The Times dont une demande en duel avec le fils de O'Connell (pour laquelle Disraeli fut temporairement incarcéré par les autorités), une référence à « la haine inépuisable avec laquelle il [Disraeli] poursuivra son existence » et l'accusation selon laquelle les partisans de O'Connell avaient « un revenu princier extirpé d'un race affamée d'esclaves fanatisés ». Disraeli fut grandement satisfait par la dispute qui le propulsa sur le devant de la scène nationale pour la première fois. Il ne remporta pas l'élection face au whig sortant Henry Labouchère mais la circonscription de Taunton était jugée impossible à gagner par les tories. Disraeli fit néanmoins un bon score et cela en faisait un candidat potentiel pour une circonscription plus facile lors des prochaines élections.
Avec le soutien de Copley, Disraeli se mit à écrire des pamphlets pour son nouveau parti. Son Vindication of the English Constitution, fut publié en décembre 1835 sous la forme d'une lettre ouverte à Copley et, selon Bradford, présentait la philosophie à laquelle il adhéra jusqu'à sa mort. Il y défendait les vertus d'un gouvernement aristocratique bienveillant, le mépris des dogmes politiques et la modernisation des politiques tories. L'année suivante, il rédigea une série de satires sur les politiciens de l'époque qui furent publiées dans The Times sous le pseudonyme « Runnymede ». Il s'attaqua ainsi aux whigs, aux nationalistes irlandais et à la corruption de la classe politique. Disraeli se trouvait à présent fermement ancré dans le camp tory et il fut élu au Carlton Club, un club exclusivement tory, en 1836. En juin 1837, le roi Guillaume IV mourut et sa nièce Victoria monta sur le trône. Le Parlement fut dissous et, sur recommandation du Carlton Club, Disraeli fut choisi pour être candidat à l'élection générale.

## Parlement

### Simple député
Lors de l'élection générale de juillet 1837, Disraeli fut élu à la Chambre des communes comme l'un de deux députés tories de la circonscription de Maidstone. L'autre était Wyndham Lewis, qui participa au financement de la campagne électorale de Disraeli et mourut l'année suivante. La même année, Disraeli publia le roman Henrietta Temple, une histoire d'amour et une comédie sociale basée sur son aventure avec Henrietta Sykes. Il avait rompu sa relation avec elle à la fin de l'année 1837, déçu qu'elle eut pris un nouvel amant. Il rédigea une autre romance dans Venetia en se basant sur Percy Bysshe Shelley et George Gordon Byron pour obtenir rapidement de l'argent.
Disraeli réalisa son premier discours devant le Parlement le 7 décembre 1837. O'Connell le précéda et il critiqua son « discours long, décousu et embrouillé ». Les partisans de O'Connell le firent taire en criant plus fort que lui et Blake rapporte que ses derniers mots furent « Je vais à présent m'asseoir mais le jour viendra où vous m'entendrez ». Après ce début peu prometteur, Disraeli fit profil bas durant toute sa mandature. Il fut un partisan loyal du chef de parti Robert Peel et de ses politiques même s'il fit part de sa sympathie personnelle pour le mouvement chartiste que de nombreux tories ne partageaient pas.

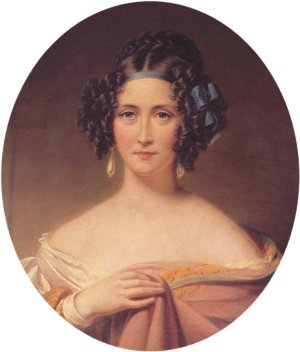
Mary Anne Lewis dans les années 1820.

#### Mariage
En 1839, Disraeli épousa Mary Anne Lewis, la veuve de Wyndham Lewis (1780-1838). De douze ans son aînée, Mary Lewis disposait d'un revenu annuel confortable de 5 000 £ (environ 516 000 £ de 2011). Ses biographes considèrent que cette union était intéressée mais les deux devinrent très proches jusqu'à la mort de Mary trois décennies plus tard. Elle déclara plus tard : « Dizzy m'a épousée pour mon argent mais s'il en avait à nouveau la possibilité, il m'épouserait par amour ».

#### Election
Estimant que les exigences financières de son siège de député étaient trop élevées, Disraeli obtint la nomination tory pour Shrewsbury et fut élu en 1841 malgré une forte opposition. Le scrutin fut une grave défaite pour les whigs et Peel devint Premier ministre. Disraeli s'attendait de manière irréaliste à être nommé au sein du Cabinet. Même s'il était déçu de n'être qu'un simple député, il continua à soutenir Peel en 1842 et 1843 et chercha à s'établir comme un expert en politique et commerce international.
Bien qu'il fût un tory, ou un conservateur comme certains membres du parti se désignaient, Disraeli était favorable au chartisme et défendait une alliance de l'aristocratie foncière et de la classe ouvrière contre le pouvoir grandissant des marchands et des industriels de la classe moyenne. Il fut unanimement salué en mars 1842 après avoir remporté un débat contre le grand orateur Lord Palmerston et fut rejoint par plusieurs nouveaux députés tories avec lesquels il forma le groupe Young England (« Jeune Angleterre ») pour promouvoir l'idée selon laquelle les intérêts fonciers devraient utiliser leur pouvoir pour protéger les pauvres de l'exploitation par les hommes d'affaires de la classe moyenne.

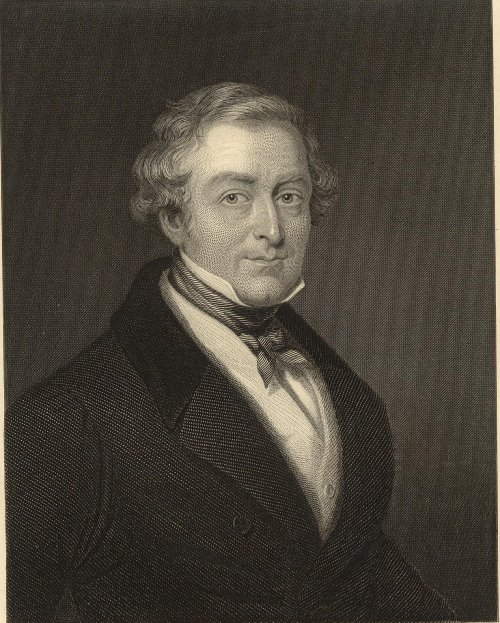
En obtenant l'abrogation des Corn Laws, le Premier ministre conservateur Robert Peel entraîna la scission de son parti.

Disraeli devint progressivement un critique virulent du gouvernement de Peel et prenait souvent délibérément des positions opposées à celles de son chef de parti. Ses oppositions les plus connues portèrent en 1845 sur la Maynooth Grant désignant la subvention gouvernementale à un séminaire catholique irlandais et en 1846 sur l'abrogation des Corn Laws. Ces dernières imposaient des taxes douanières sur les importations de céréales pour protéger les agriculteurs britanniques mais elles accroissaient le prix du pain. Peel espérait que leur abrogation et la baisse des coûts qui en résulterait améliorerait les conditions de vie des pauvres et en particulier de ceux souffrant de la famine en Irlande causée par les mauvaises récoltes de pommes de terre. Les premiers mois de l'année 1846 au Parlement furent ainsi dominés par l'affrontement entre les libre-échangistes et les protectionnistes avec ces derniers menés par Disraeli et George Bentinck. Une alliance des conservateurs libre-échangistes (les « peelites »), des radicaux et des whigs parvint à obtenir l'abrogation de la législation et le parti conservateur se divisa : les peelites se rapprochèrent des whigs tandis qu'un « nouveau » parti conservateur se forma autour des protectionnistes menés par Disraeli, Bentinck, et Lord Stanley.
La scission du parti conservateur eut de profondes implications sur la carrière politique de Disraeli : presque tous les tories avec une expérience gouvernementale suivirent Peel laissant la base privée de direction. Dans les mots de Blake, « [Disraeli] se retrouva le seul personnage de son camp capable de mettre en œuvre les talents d'orateur essentiels à un responsable parlementaire ». Depuis la Chambre des lords, George Campbell écrivit que Disraeli « était comme un officier subalterne dans une grande bataille où tous les officiers supérieurs étaient morts ou blessés ». Si le parti conservateur pouvait rassembler le soutien électoral nécessaire à la formation d'un gouvernement, Disraeli semblait à présent certain d'y obtenir une fonction importante. Il serait néanmoins contraint de gouverner avec un groupe d'hommes ne disposant d'aucune ou de peu d'expérience et qui lui restaient hostiles sur le plan personnel. Finalement, ce problème ne se posa pas car le parti tory divisé perdit rapidement le pouvoir et ne le reprit qu'en 1852. Le parti conservateur ne disposa pas d'une majorité à la Chambre des communes avant 1874.

### Direction du parti
Peel fit adopter l'abrogation des Corn Laws par le Parlement mais fut battu par une alliance de tous ses adversaires sur la question du rétablissement de l'ordre en Irlande ; il démissionna en juin 1846. Les tories restèrent divisés et la reine fit appel au chef des whigs, John Russell. Durant l'élection générale de 1847, Disraeli fut élu député du Buckinghamshire. La nouvelle Chambre des communes comptait plus de conservateurs que de whigs mais la scission du parti tory permit à Russel de rester au pouvoir. Les conservateurs étaient menés par Bentinck à la Chambre des communes et par Stanley à la Chambre des lords.
En 1847, une crise politique mineure souligna les différences de Disraeli avec son propre parti. Durant l'élection générale, Lionel de Rothschild avait été élu député de la Cité de Londres. En tant que juif pratiquant, il ne pouvait prêter serment sous la forme chrétienne imposée et ne pouvait donc pas siéger au Parlement. Le Premier ministre John Russell, qui comme Rothschild avait été député de la Cité de Londres, proposa à la Chambre des communes que le serment d'allégeance soit amendé pour permettre aux juifs d'entrer au Parlement.
Disraeli défendit la mesure en avançant que le christianisme était le « judaïsme achevé » et demanda à la Chambre des communes : « Où est votre chrétienté si vous ne croyez pas en leur judaïsme ». Russell et son futur rival, William Ewart Gladstone, le félicitèrent pour cet acte courageux car son discours fut mal reçu par son propre parti. L'oligarchie conservatrice et anglicane était hostile à la loi et l'évêque d'Oxford Samuel Wilberforce insinua que Russell récompensait les juifs pour l'aider à être élu. Le texte fut adopté à la Chambre des communes mais rejeté par la Chambre des lords.

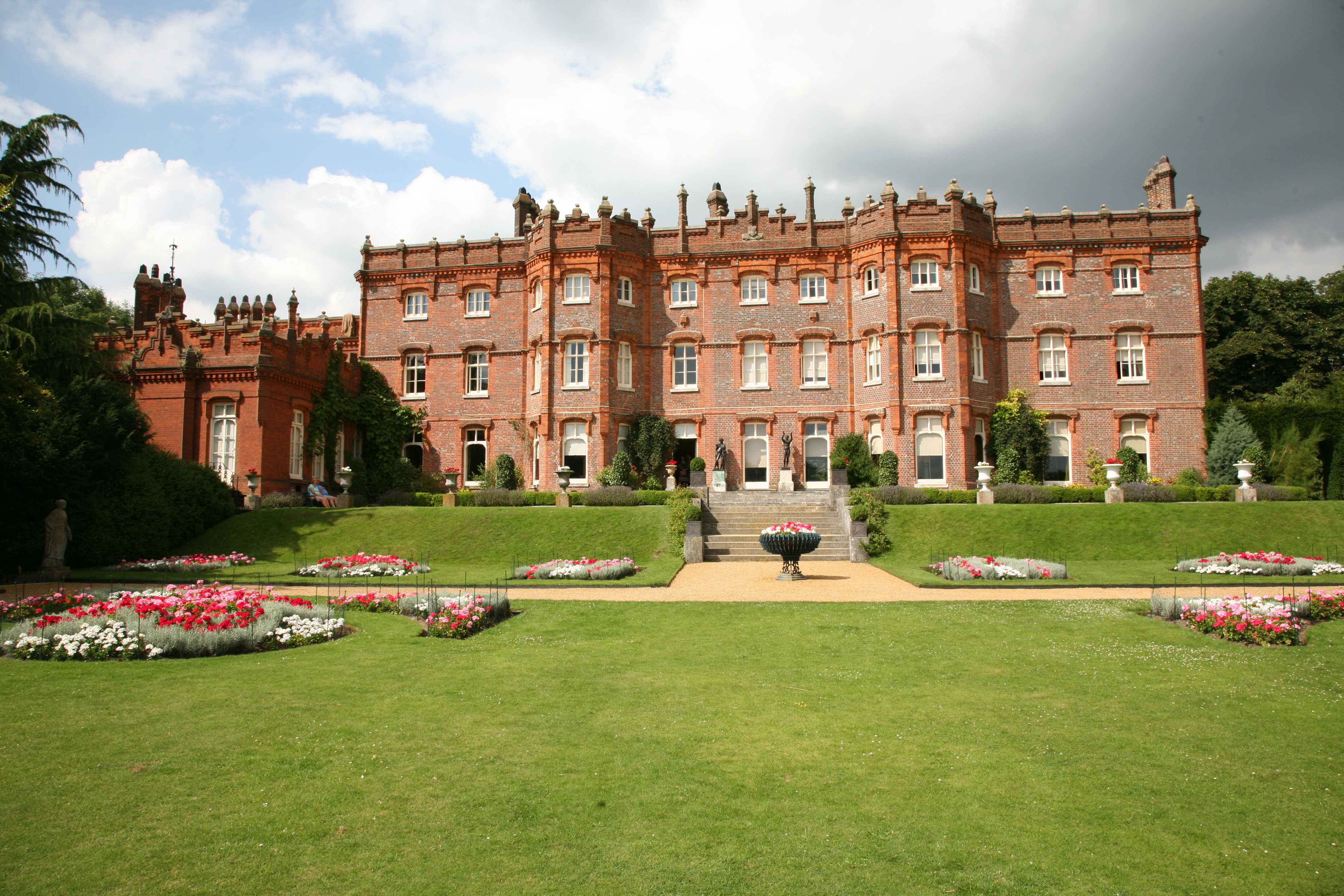
Le manoir Hughenden acheté par Disraeli en 1848 et dans lequel il résida jusqu'à sa mort.

À la suite du débat, Bentinck quitta la direction des conservateurs et fut remplacé par Charles Manners ; Disraeli, dont le discours avait été jugé blasphématoire par beaucoup au sein de son parti, fut écarté. Durant cette crise, Disraeli échangea avec la famille Bentinck pour obtenir les fonds nécessaires à l'acquisition du manoir Hughenden dans le Buckinghamshire. Disposer d'une maison de campagne et être député étaient considérés comme essentiels à un tory pour pouvoir briguer la direction du parti. Disraeli et son épouse alternèrent entre Hughenden et plusieurs résidences londoniennes pendant le reste de leur mariage. Les négociations furent compliquées par la mort soudaine de Bentinck le 21 septembre 1848 mais Disraeli obtint un prêt de 25 000 £ (environ 2,8 millions de livres de 2011) de la part de ses frères Henry et William.
Moins d'un mois après sa nomination, Charles Manners, qui ne se sentait pas à la hauteur de la tâche, démissionna de la direction des conservateurs à la Chambre des communes ; le parti fonctionna sans chef jusqu'à la fin de la session parlementaire. Au début de la mandature suivante, les affaires furent gérées par un triumvirat formé de Manners, de Disraeli et de John Charles Herries ; cette direction compliquée témoignait des tensions entre Disraeli et le reste du parti qui avait besoin de ses talents mais se méfiait de lui.

## Mandats gouvernementaux

### Premier gouvernement Derby

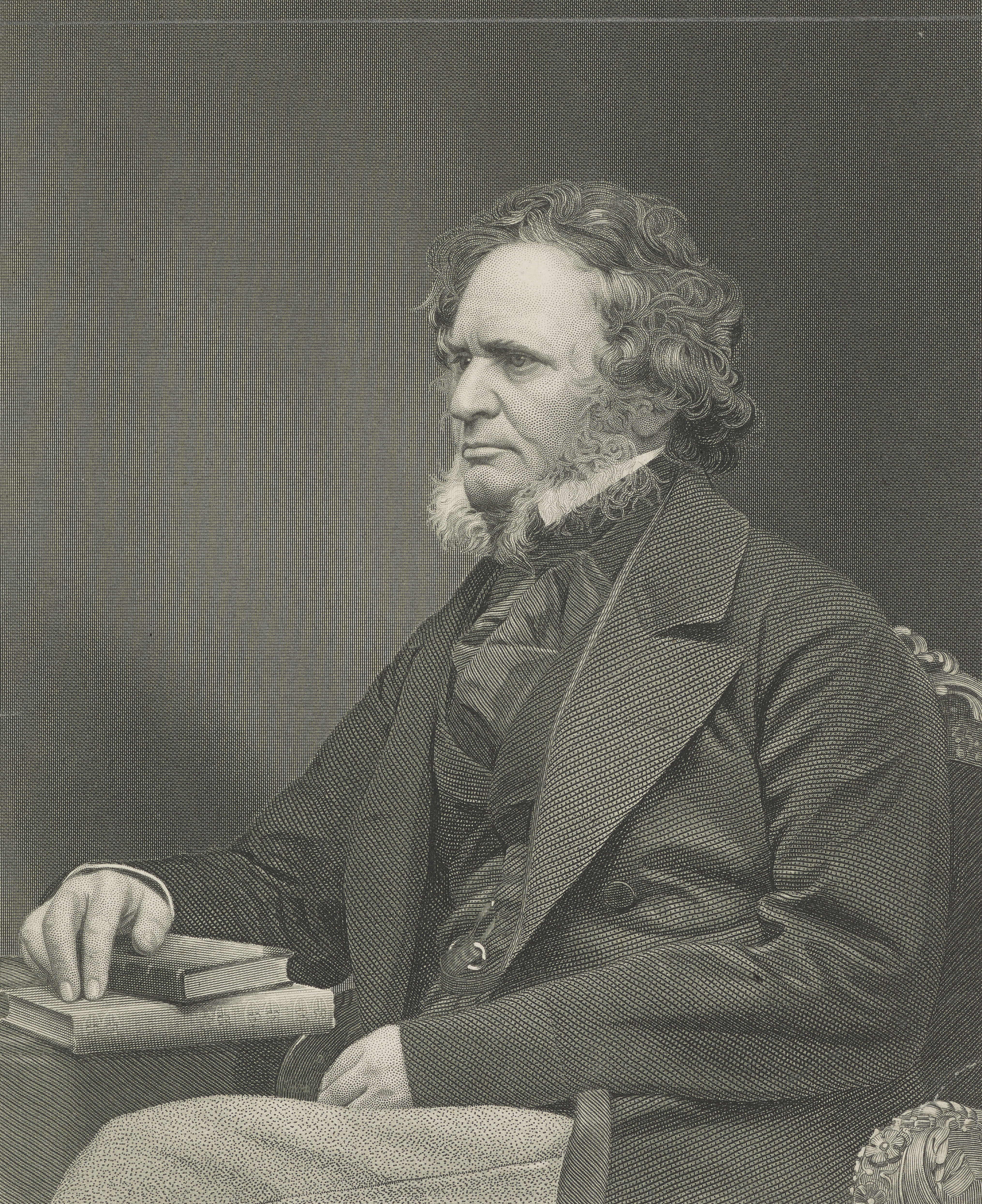
Lord Derby fut Premier ministre en 1852, 1858-1859 et 1866-1868.

En mars 1851, le premier gouvernement de John Russell chuta à l'occasion d'une motion de censure essentiellement du fait des divisions au sein de son parti. Il démissionna et la reine fit appel à Lord Stanley ; ce dernier considérait cependant qu'un gouvernement minoritaire ne pourrait pas durer très longtemps et Russell resta Premier ministre. Disraeli regretta cette décision car il espérait profiter de cette opportunité, aussi brève qu'elle soit, pour démontrer ses capacités. À l'inverse, Lord Stanley avança l'inexpérience de ses soutiens comme raison pour ne pas devenir Premier ministre : « Ce ne sont pas des noms que je peux présenter à la reine ».
À la fin du mois de juin 1851, le père de Lord Stanley mourut et son fils devint comte de Derby. Le parti whig était également traversé par des divisions internes durant la seconde moitié de l'année 1851 et Russell limogea Lord Palmerston. Le 4 février 1852, ce dernier et les tories de Disraeli s'allièrent pour renverser le gouvernement et Russell démissionna. Lord Derby accepta de devenir Premier ministre. Il proposa à Lord Palmerston de devenir chancelier de l'Échiquier mais ce dernier déclina toute proposition pour intégrer le gouvernement ; Disraeli était son second choix et il accepta le poste tout en reconnaissant qu'il n'était pas particulièrement expérimenté dans le domaine économique. Il est possible que Disraeli ait été attiré par le salaire annuel de 5 000 £ qui pouvait lui permettre de rembourser ses dettes. Peu de membres du nouveau cabinet avaient été ministres ; quand Lord Derby informa le duc de Wellington, Arthur Wellesley, de la composition du gouvernement, ce dernier, octogénaire et malentendant, donna sans le vouloir son surnom au nouveau gouvernement en répétant « Who ? Who ? » (« Qui ? Qui ? ») à chacun des noms.
Au cours des semaines qui suivirent, Disraeli siégea comme chancelier de l'Échiquier et chef de la Chambre des communes. Il rédigea régulièrement des rapports sur le déroulement des échanges à la chambre pour la reine qui les décrivit comme « très curieux » et « semblables au style des livres ». Le Parlement fut ajourné le 1er juillet 1852 car les tories en minorité ne pouvaient plus gouverner. Disraeli espérait qu'ils pourraient obtenir une majorité d'environ 40 voix mais l'élection fit peu évoluer les lignes partisanes et le gouvernement Derby resta au pouvoir jusqu'à la reprise de la session parlementaire.

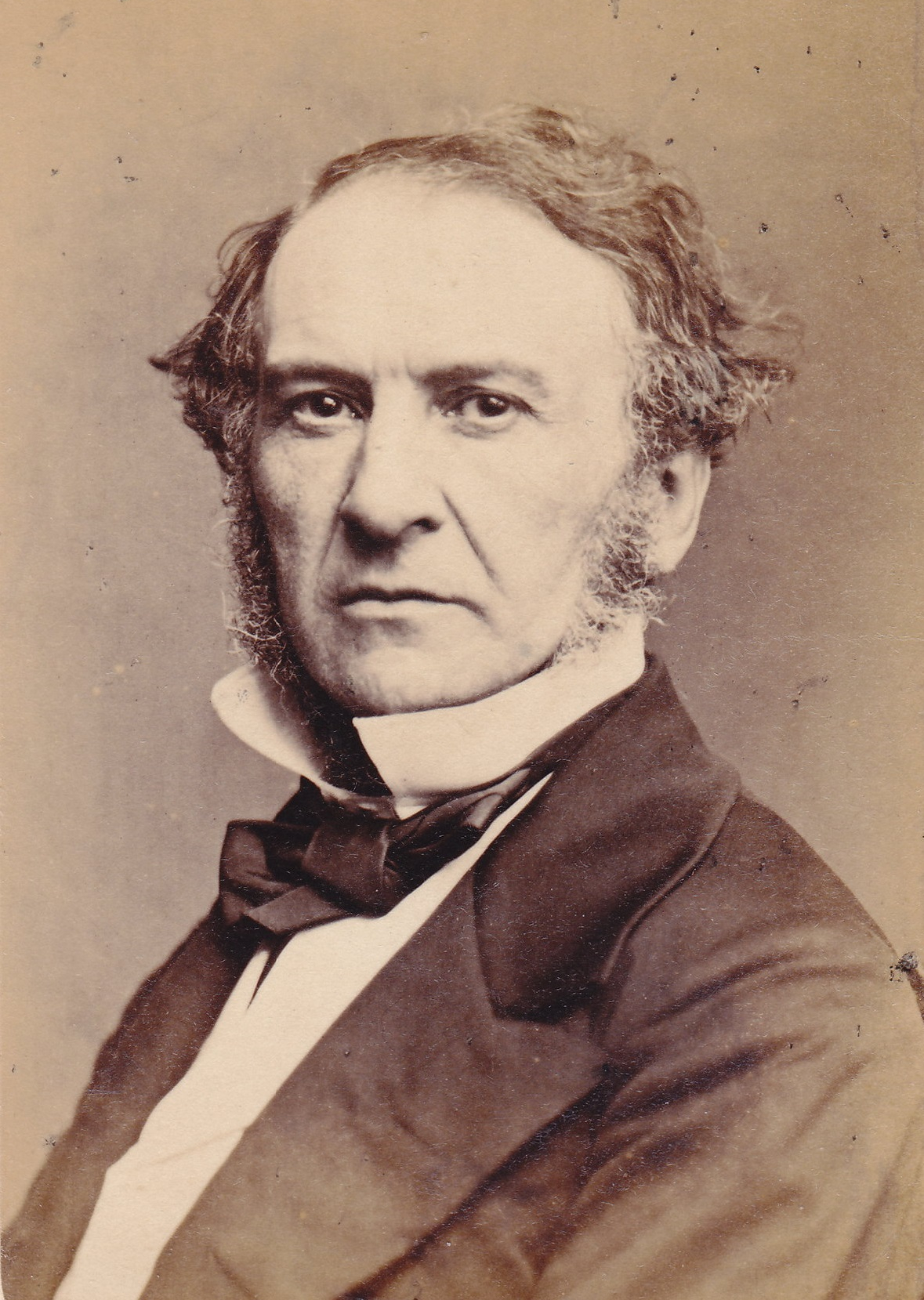
William Ewart Gladstone fut l'un des plus virulents opposants à Disraeli.

En tant que chancelier de l'Échiquier, Disraeli devait établir un budget permettant de satisfaire les protectionnistes soutenant les tories tout en évitant l'opposition des libre-échangistes. Sa proposition, présentée à la Chambre des communes le 3 décembre, réduisait les taxes sur le malt et le thé et comprenait des provisions destinées à apaiser la classe ouvrière. Pour équilibrer le budget et obtenir les fonds nécessaires à la construction de défenses contre les Français, il doubla l'impôt foncier et poursuivit la collecte de l'impôt sur le revenu. L'objectif général de Disraeli était de mettre en place des politiques qui bénéficieraient à la classe ouvrière afin de rendre son parti plus attractif à cette frange de la population. Même si le budget ne comprenait pas d'éléments protectionnistes, l'opposition était résolue à s'y opposer en partie pour se venger des actions de Disraeli contre Peel en 1846 ; le député Sidney Herbert avança que le budget serait rejeté car « les Juifs ne font pas de convertis ».
Disraeli présenta le budget le 3 décembre 1852 et les débats se poursuivirent jusqu'au 16 décembre. Il était de coutume pour le chancelier d'avoir le dernier mot et alors qu'une grave défaite était annoncée, Disraeli attaqua individuellement ses opposants ; son discours de trois heures fut rapidement considéré comme un chef-d'œuvre. Alors que les députés de l'opposition semblaient hésiter, Glasdtone se leva et se lança dans un discours furieux malgré les députés tories tentant de le faire taire en criant plus fort que lui. Les interruptions diminuèrent alors que Gladstone prenait le contrôle de la Chambre et durant deux heures présenta Disraeli comme frivole et son budget comme subversif. Le texte fut rejeté avec une majorité de 19 voix et Lord Derby démissionna quatre jours plus tard. Il fut remplacé par le peelite Lord Aberdeen et Gladston devint chancelier de l'Échiquier. Du fait l'impopularité de Disraeli auprès des peelites, aucune réconciliation n'était possible et il resta le chef des tories à la Chambre des communes.

### Opposition
Après la chute du gouvernement Derby, Disraeli et les conservateurs retournèrent sur les bancs de l'opposition ; Disraeli passa les trois-quarts de sa carrière parlementaire dans l'opposition. Lord Derby ne souhaitait pas renverser la nouvelle administration pour éviter une répétition du gouvernement Who ? Who ? et car il savait que malgré les forces de ses soutiens, la coalition au pouvoir s'était en partie formée pour contrer Disraeli. Ce dernier, à l'inverse, était impatient de revenir au sein du cabinet et en tant que chef des conservateurs à la Chambre des communes, s'opposa au gouvernement sur toutes les principales législations.
En juin 1853, Disraeli reçut un diplôme honoraire de l'université d'Oxford ; il avait été recommandé par Lord Derby, le chancelier de l'institution. Le début de la guerre de Crimée en 1854 entraîna une accalmie dans les luttes politiques et Disraeli fit des discours patriotiques en sa faveur. Les revers et l'incompétence du haut-commandement britannique poussèrent le Parlement à envisager la mise en place d'une commission sur la conduite de la guerre. Le gouvernement de Lord Aberdeen choisit d'en faire une motion de confiance ; Disraeli mena l'opposition et le texte fut rejeté par 305 voix contre 148. Lord Aberdeen démissionna et la reine fit appel à Lord Derby qui refusa le poste. Lord Palmerston était jugé essentiel à tout gouvernement whig et il refuserait d'y participer s'il ne le présidait pas. La reine lui demanda alors avec réticence de former un gouvernement. Le déroulement de la guerre s'améliora avec l'arrivée de la nouvelle administration et le conflit s'acheva par le traité de Paris en mars 1856. Disraeli avait été l'un des premiers à demander la paix mais il eut peu d'influence sur le cours des événements.
Lorsqu'une révolte éclata en Inde en 1857, Disraeli s'y intéressa de près car il avait fait partie en 1852 d'une commission chargé de définir la manière de gouverner au mieux le sous-continent. Après le retour du calme en 1858, Lord Palmerston présenta une législation pour un contrôle direct de l'Inde par la Couronne et la fin du pouvoir de la compagnie anglaise des Indes orientales. Disraeli s'y opposa mais de nombreux conservateurs refusèrent de le suivre et le texte fut facilement adopté.
Le gouvernement Palmerston fut affaibli par sa réaction à l'affaire Orsini du nom d'un révolutionnaire italien qui avait tenté d'assassiner l'empereur français Napoléon III avec une bombe fabriquée à Birmingham. À la demande de l'ambassadeur français, Lord Palmerston présenta des amendements à la définition du conspiracy to murder (en) pour que la fabrication d'une machine infernale soit un crime et non un délit. La proposition fut rejetée avec l'appui de nombreux libéraux. Il démissionna immédiatement et fut remplacé par Lord Derby.

### Second gouvernement Derby

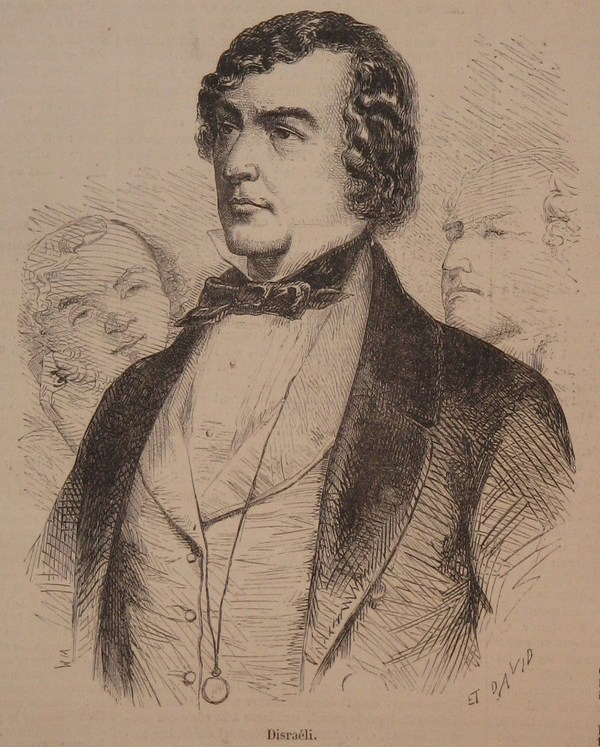
Disraeli dans le numéro de juin 1857 de l'hebdomadaire français Le Monde illustré.

Lord Derby prit ses fonctions à la tête d'une administration purement « conservatrice » et non au sein d'une coalition. Il offrit à nouveau un poste à Gladstone mais ce dernier refusa. Disraeli redevint chancelier de l'Échiquier. Comme en 1852, Lord Derby mena un gouvernement minoritaire dépendant pour sa survie, de la division de ses opposants. En tant que chef de la Chambre des communes, Disraeli reprit ses comptes rendus réguliers à la reine Victoria qui avait demandé qu'il inclut ce qu'elle « ne pouvait pas rencontrer dans les journaux ».
Durant sa brève existence, le gouvernement Derby fut modérément progressiste. Le Government of India Act de 1858 mit fin à l'administration de la compagnie anglaise des Indes orientales dans le sous-continent. Disraeli avait soutenu les tentatives visant à autoriser les juifs à siéger au Parlement. Il présenta des lois permettant aux deux chambres du Parlement de définir la rédaction des serments d'allégeance. Le texte fut adopté avec réticence par la Chambre des lords et en 1858, Lionel de Rothschild devint le premier député juif.
À la suite de la démission d'Edward Law de la présidence de l'Indian Board chargé de l'administration de l'Inde, Disraeli et Derby tentèrent à nouveau de convaincre Gladstone, toujours nominalement un député conservateur, d'entrer au gouvernement. Disraeli lui écrivit personnellement une lettre pour lui demander de placer le bien du parti au-dessus des animosités personnelles. Dans sa réponse, Disraeli nia que des différends personnels aient joué un rôle dans ses décisions pour accepter maintenant et auparavant un poste tout en reconnaissant qu'il existait des oppositions entre Derby et lui « plus profondes que vous pouviez supposer ».
En 1859, les tories présentèrent une loi visant une extension mineure du droit de vote. Les tensions entre les partisans de Russell et ceux de Palmerston au sein du parti libéral furent apaisées et à la fin du mois de mars 1859, le gouvernement fut renversé. Lord Derby dissolut le Parlement et l'élection de 1859 fut une victoire conservatrice qui fut néanmoins insuffisante pour prendre le contrôle de la Chambre des communes. Lors de la reprise de la session parlementaire, le gouvernement Derby fut battu par 13 voix sur un amendement au discours du Trône. Il démissionna et la reine fit à nouveau appel avec réticence à Lord Palmerston.

### Opposition et troisième gouvernement Derby
Après la chute de Lord Derby, Disraeli fut attaqué par les membres de son parti qui le rendaient responsable de la défaite et l'ancien Premier ministre l'avertit que certains députés cherchaient à l'écarter de la direction du parti. Parmi les conspirateurs figurait Robert Cecil, un jeune député conservateur qui devint un quart de siècle plus tard Premier ministre en tant que Lord Salisbury ; il écrivit qu'avoir Disraeli comme chef à la Chambre des communes réduisait les chances des conservateurs de prendre le pouvoir. Quand son père témoigna son désaccord, Cecil répondit : « Je ne fais qu'imprimer ce que tous les gentlemen du pays disent en privé ».
Disraeli mena une opposition incapable de renverser Lord Palmerston car Lord Derby avait décidé de ne pas chercher la défaite du gouvernement. Lorsque la guerre de Sécession éclata en 1861, Disraeli fit peu de déclarations publiques mais, comme la plupart des Britanniques, il s'attendait à une victoire du Sud. Lord Palmerston, Gladstone (à nouveau chancelier) et Russell furent moins réticents et leurs déclarations en faveur du Sud contribuèrent à créer quelques années d'une vive animosité avec les États-Unis. En 1862, Disraeli rencontra le responsable prussien Otto von Bismarck pour la première fois et dit de lui : « Faisons attention à cet homme, il sait ce qu'il veut ».
La trêve politique cessa en 1864 car les tories furent outrés par la gestion de Lord Palmerston du différend frontalier entre la confédération germanique et le Danemark au sujet du Schleswig-Holstein. Disraeli reçut peu de soutien de la part de Lord Derby, qui était malade, mais il rassembla suffisamment le parti pour pouvoir réduire la majorité gouvernementale. Malgré les rumeurs concernant la santé de Lord Palmerston alors âgé de 80 ans, il restait populaire et les libéraux accrurent leur majorité lors de l'élection de 1865. Du fait des mauvais résultats des conservateurs, Lord Derby dit à Disraeli qu'aucun d'eux ne reviendrait jamais au pouvoir.

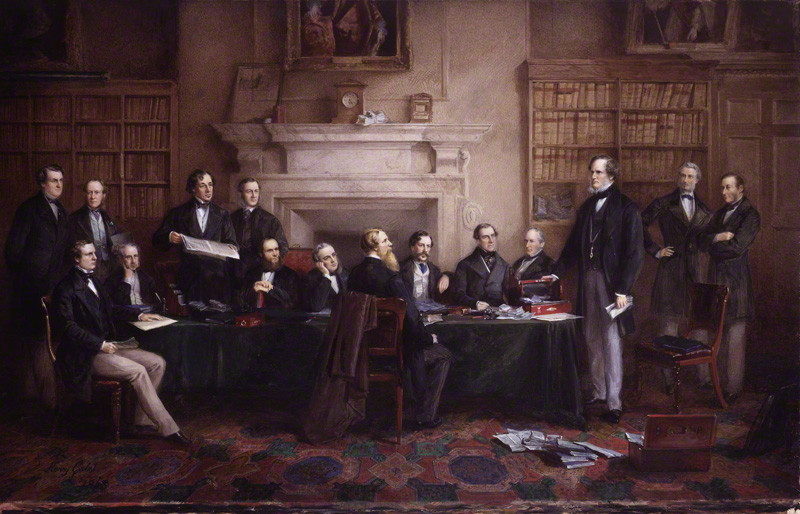
Le cabinet Derby de 1867. Ce dernier est debout à droite et Disraeli est à droite tenant un journal.

Les tactiques politiques furent bousculées par la mort de Palmerston le 18 octobre 1865. Russell redevint Premier ministre avec Gladstone à la tête du parti libéral et Disraeli, chef de la Chambre des communes, comme son principal opposant. L'un des premiers actes de Russell fut de présenter une réforme du suffrage mais le texte divisa le parti. Les conservateurs et les dissidents libéraux attaquèrent la législation et le gouvernement tomba finalement en juin. Les dissidents ne souhaitaient pas servir sous Disraeli à la Chambre des communes et Lord Derby forma un troisième gouvernement minoritaire avec Disraeli à nouveau au poste de chancelier de l'Échiquier. En 1867, les conservateurs présentèrent une réforme électorale. Sans majorité à la Chambre des communes, les conservateurs furent contraints d'accepter des amendements qui modifièrent considérablement la législation mais Disraeli refusa d'accepter toutes les modifications proposées par Gladstone.
Le Reform Act adopté en août accrut considérablement le nombre d'hommes pouvant voter, élimina les bourgs pourris de moins de 10 000 habitants et augmenta la représentativité des grandes villes comme Liverpool et Manchester. La loi était impopulaire au sein de l'aile droite des conservateurs dont Robert Cecil qui démissionna du gouvernement et se prononça contre le texte en accusant Disraeli d'avoir commis « une trahison politique sans équivalent dans nos annales parlementaires ». Cecil fut cependant incapable de mener une opposition efficace à Disraeli et Lord Derby. Disraeli fut célébré et devint un héros de son parti pour les « merveilleux talents parlementaires » avec lesquels il obtint le passage de la réforme à la Chambre des communes.
Lord Derby souffrait depuis longtemps de la goutte et avait de moins en moins d'influence sur la politique. Alors que l'ouverture de la nouvelle session du Parlement en février 1868 approchait, il était cloué au lit dans sa résidence de Knowsley Hall près de Liverpool. Il ne souhaitait cependant pas démissionner en avançant qu'il n'avait que 68 ans et était donc bien plus jeune que Palmerston ou Russell à la fin de leurs mandats. Il savait néanmoins que sa santé l'obligerait un jour ou l'autre à renoncer à ses responsabilités. À la fin du mois de février, Lord Derby, toujours absent, écrivit à Disraeli pour lui demander de confirmer qu'il « ne se déroberait pas face à ces nouvelles importantes responsabilités ». Rassuré, il présenta sa démission à la reine et recommanda Disraeli comme le seul à pouvoir recevoir le soutien de ses collègues. Ce dernier se rendit à Osborne House sur l'île de Wight où la reine lui demanda de former un gouvernement. Elle écrivit à sa fille, Victoria de Prusse, « M. Disraeli est Premier ministre ! Un noble accomplissement pour un homme « issu du peuple » ! ». Le nouveau Premier ministre déclara à ceux venus le féliciter : « Je suis arrivé au sommet du mât de cocagne ».

## Premier gouvernement Disraeli (1868)
Les conservateurs restèrent en minorité à la Chambre des communes mais aucun des deux camps ne souhaitait d'élection avant l'actualisation des registres électoraux. Le mandat de Premier ministre de Disraeli qui commença en février serait donc bref à moins que les conservateurs ne remportent l'élection générale à l'automne. Il réalisa deux changements majeurs au sein de son cabinet en remplaçant le Lord chancelier Lord Chelmsford par Lord Cairns et en nommant George Ward Hunt pour lui succéder au poste de chancelier de l'Échiquier. Lord Derby avait prévu de remplacer Chelmsford dès qu'une vacance dans une sinécure convenable apparaîtrait mais Disraeli ne voulait pas attendre pour nommer Cairns qu'il jugeait bien plus efficace.

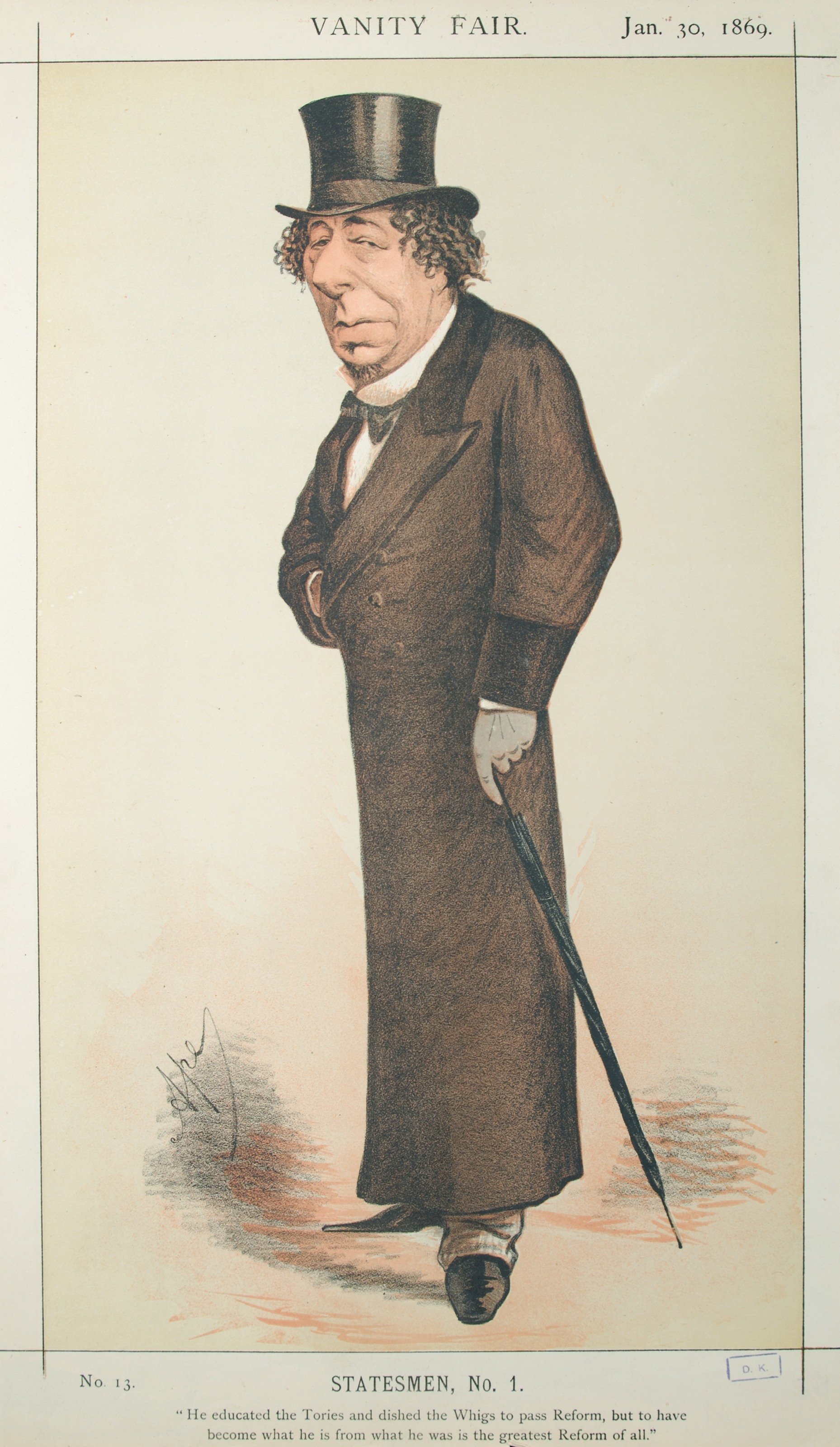
Caricature de Disraeli sur la couverture du magazine Vanity Fair du 30 janvier 1869.

Le premier mandat de Disraeli fut dominé par les débats concernant l'Église d'Irlande. Même si l'île était très majoritairement catholique, l'Église protestante restait l'église officielle et la perception de la dîme était très mal acceptée par la population. Des tentatives de Disraeli pour négocier la création d'une université catholique à Dublin avec l'archevêque Henry Edward Manning échouèrent en mars quand Gladstone présenta une législation visant à supprimer l'Église officielle d'Irlande. La proposition rassembla le parti libéral sous la direction de Gladstone et divisa les conservateurs. Lors des élections générales avec les nouveaux registres électoraux, les libéraux reprirent le pouvoir avec une majorité renforcée.
Malgré sa brève existence, le premier gouvernement Disraeli parvint à faire adopter plusieurs législations relativement consensuelles. Il mit fin aux exécutions publiques et le Corrupt Practices Act permit de réduire sensiblement la corruption politique. Il lança une version primitive de nationalisation en faisant racheter les compagnies télégraphiques par le General Post Office via le Telegraph Act de 1869 et fit adopter des amendements aux lois sur l'éducation et au système judiciaire écossais. Disraeli ordonna également l'expédition de Robert Napier contre Téwodros II d'Éthiopie visant à libérer des captifs britanniques.

## Chef de l'opposition
Face à la majorité libérale à la Chambre des communes, Disraeli ne pouvait que protester contre les législations présentées par le gouvernement. En conséquence, il décida d'attendre et de profiter des erreurs des libéraux. Ayant plus de temps libre, il écrivit un nouveau roman intitulé Lothair qui fut publié en 1870. Il s'agissait de la première œuvre de fiction rédigée par un ancien Premier ministre et le livre devint un livre à succès.
En 1872, l'incapacité à s'opposer à Gladstone entraîna des tensions au sein du parti conservateurs. Disraeli prit des mesures pour asseoir son autorité et les dissensions s'apaisèrent alors que les divisions éclataient au sein du parti libéral. Le soutien populaire à Disraeli fut démontré lors d'une réception destinée à souhaiter un prompt rétablissement au prince de Galles ; Disraeli fut acclamé lors de son discours tandis que celui de Gladstone ne rencontra que le silence. Encouragé par Disraeli, John Eldon Gorst réorganisa l'administration du parti conservateur pour la moderniser.
Lors de son départ du 10 Downing Street en 1868, Disraeli avait convaincu la reine Victoria d'anoblir son épouse et Mary Anne devint vicomtesse de Beaconsfield. Après avoir souffert d'un cancer de l'estomac durant toute l'année 1872, la comtesse octogénaire mourut le 15 décembre,. Après sa mort, Gladstone, qui avait toujours apprécié Mary Anne, envoya une lettre de condoléances à son veuf.
En 1873, Gladstone présenta une législation pour fonder une université catholique à Dublin. Cela divisa les libéraux et le 12 mars, les conservateurs et les catholiques irlandais renversèrent le gouvernement avec une majorité de trois voix. Gladstone démissionna et la reine fit appel à Disraeli qui refusa la proposition car le gouvernement conservateur serait en minorité au Parlement. Disraeli estima qu'il aurait plus à gagner en laissant les libéraux rester temporairement au pouvoir. L'administration Gladstone partiellement remaniée resta donc en place malgré de nouveaux scandales.
En janvier 1874, Gladstone demanda la tenue d'une élection générale considérant que plus il attendrait et plus son score serait mauvais. Le scrutin fut étalé sur deux semaines à partir du 1er février. Dès les premiers résultats, il devint clair que les conservateurs allaient disposer d'une majorité pour la première fois depuis 1841. Finalement, ils remportèrent 350 sièges contre 242 pour les libéraux et 60 pour la Home Rule League (en) irlandaise. La reine fit appel à Disraeli qui devint Premier ministre pour la deuxième fois.

## Second gouvernement Disraeli (1874-1880)

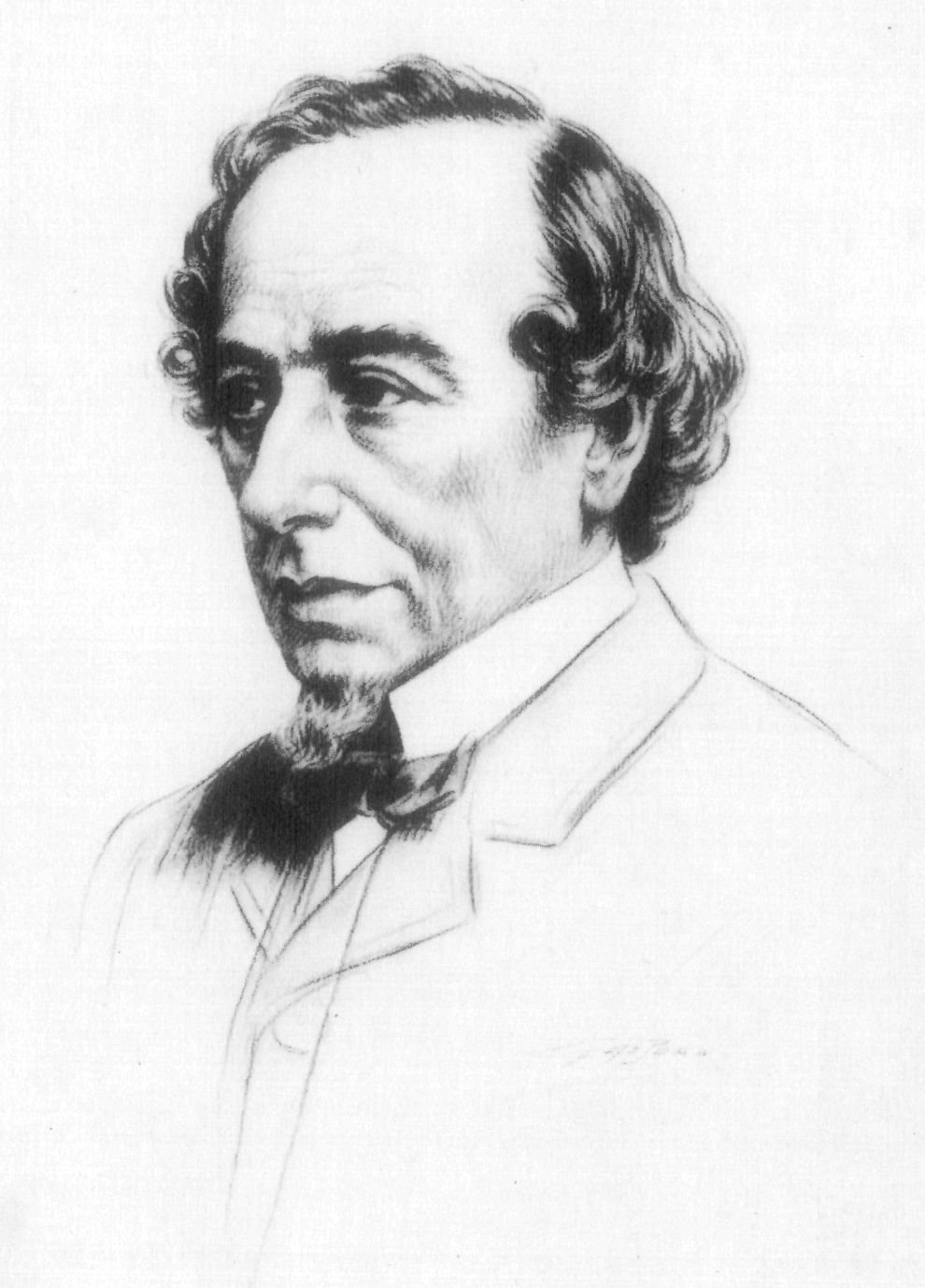
Portrait de Disraeli réalisé à une date inconnue.

Le cabinet de Disraeli composé de six pairs et de six roturiers était le plus réduit depuis le Reform Act de 1832. Sur les six pairs, cinq avaient été membres du précédent gouvernement conservateur ; le sixième, Lord Salisbury, s'était réconcilié avec Disraeli et il fut nommé secrétaire d'État à l'Inde. Lord Stanley (devenu Lord Derby à la mort de son père, l'ancien Premier ministre, en 1869) et Stafford Northcote furent respectivement nommés aux Affaires étrangères et aux Finances.
En août 1876, Disraeli fut anobli comte de Beaconsfield et vicomte Hughenden. La reine lui avait proposé cet anoblissement dès 1868 mais il avait refusé et le fit à nouveau alors qu'il était malade en 1874 ; il ne souhaitait en effet pas quitter la Chambre des communes pour la Chambre des lords dans laquelle il n'avait aucune expérience. Les problèmes de santé persistants durant son second mandat de Premier ministre lui firent envisager une démission mais Lord Derby y était réticent car il ne se sentait pas capable d'obtenir le soutien de la reine. Pour Disraeli, la Chambre des lords, où les débats étaient moins intenses, était une alternative à la démission. Cinq jours avant la fin de la session parlementaire le 11 août 1874, Disraeli quitta la Chambre des communes visiblement à regret. Les journaux annoncèrent son anoblissement le lendemain matin. Concernant cette élévation, Disraeli écrivit à Lady Bradford le 8 août : « Je suis assez las de ce lieu [la Chambre des communes] » mais quand un ami lui demanda s'il aimait la Chambre des lords, il répondit : « Je suis mort ; mort mais aux champs Élysées ».

### Politique intérieure
Sous la direction du secrétaire d'État à l'Intérieur Richard Assheton Cross, le nouveau gouvernement lança de nombreuses réformes dont l'Artisan's and Labourers' Dwellings Improvement Act qui encourageait les administrations locales à construire des logements pour la classe ouvrière en facilitant l'accès au crédit, le Public Health Act visant à moderniser la santé publique, le Sale of Food and Drugs Act destiné à protéger les consommateurs et l'Education Act pour développer la scolarisation. Pour protéger les ouvriers, le gouvernement fit adopter le Factory Act limitant le temps de travail et le travail des enfants, le Conspiracy and Protection of Property Act autorisant les piquets de grève pacifiques et l'Employers and Workmen Act permettant aux ouvriers de poursuivre en justice leurs employeurs en cas de violation des contrats de travail. À la suite de ces réformes sociales, le travailliste-libéral Alexander Macdonald déclara à ses électeurs en 1879 : « Le parti conservateur a plus fait pour les classes ouvrières en cinq ans que les libéraux en cinquante ».
En 1870, Gladstone avait émis un ordre en Conseil introduisant un concours d'entrée dans la fonction publique pour réduire la corruption lors de l'embauche de fonctionnaires. Disraeli y était opposé et s'il ne chercha pas à revenir sur cette décision, ses actions trahirent fréquemment son opinion. Il réalisa ainsi plusieurs nominations politiques à des fonctions auparavant accordées à des fonctionnaires de carrière. Il était en cela soutenu par son parti dont les membres étaient impatients de pouvoir profiter des avantages associés aux fonctions officielles après près de 30 ans de brefs passages au gouvernement. Disraeli accorda des postes à des notables conservateurs dont un disposant d'un salaire annuel de 2 000 £ (environ 190 000 £ de 2011), ce qui ulcéra Gladstone. Disraeli ne créa cependant que 22 pairs contre 37 pour son prédécesseur.
De même que dans l'administration, Disraeli récompensa ses soutiens par des fonctions dans le clergé. Il favorisa la Basse Église en écartant les autres tendances anglicanes pour des raisons politiques ; il s'opposa en cela à la reine qui, par loyauté à son époux défunt Albert, préférait la Large Église. Une nomination controversée eut lieu peu avant l'élection de 1868. Lorsque l'archevêque de Cantorbéry Charles Thomas Longley mourut, Disraeli accepta de nommer le candidat de la reine, l'évêque de Londres Archibald Campbell Tait. Pour remplacer Tait, Disraeli fut pressé de nommer Samuel Wilberforce, l'ancien évêque de Winchester et figure importante de la société londonienne. Disraeli ne l'appréciait cependant pas et il choisit plutôt l'évêque de Lincoln John Jackson. Blake suggère que ces nominations coûtèrent plus de voix à Disraeli qu'elles ne lui en rapportèrent.
Le Reform Act, qu'il introduit en 1867, reconnait la qualité d'électeur non seulement aux propriétaires terriens mais aussi à tous les habitants des bourgs ou villes qui payent au moins dix livres de loyer par an. Il s'ensuit un quasi-doublement du corps électoral à presque 2,5 millions d'hommes. En excluant toutefois les travailleurs agricoles, la réforme maintient la domination des notables dans les campagnes. Les femmes restent également exclues du droit de vote.

### Politique étrangère
Disraeli considérait les affaires étrangères comme l'élément le plus important et le plus intéressant de son travail de Premier ministre. Son biographe Robert Blake doute néanmoins qu'il ait développé de véritable doctrine dans le domaine avant sa prise de fonction en 1874. Il s'était rarement rendu à l'étranger ; depuis son voyage au Proche-Orient en 1830-1831, il n'avait quitté la Grande-Bretagne que pour sa lune de miel et trois visites à Paris dont la dernière datait de 1856.

#### Canal de Suez
Le canal de Suez inauguré en 1869 permettait aux navires d'éviter le contournement de l'Afrique par le cap de Bonne-Espérance et réduisait de plusieurs semaines, la durée de la traversée entre la Grande-Bretagne et l'Inde ; en 1875, environ 80 % des navires empruntant le canal étaient britanniques. Dans le cas d'une nouvelle révolte en Inde ou d'une invasion russe, le temps gagné à Suez serait crucial. Comme ils avaient financé sa construction, la plupart des actions de la compagnie du canal de Suez appartenaient à des intérêts français ; le khédive Ismaïl Pacha, qui gouvernait l'Égypte au nom de l'Empire ottoman et était connu pour ses dépenses excessives, avait également des parts dans la société. Comme en Crimée, le canal de Suez relança la Question d'Orient sur les actions entourant le déclin de l'Empire gouverné depuis Constantinople. Comme une grande partie du commerce et des communications britanniques avec l'Inde passait par l'Empire ottoman avant la construction du canal, le Royaume-Uni avait fait de son mieux pour soutenir ce dernier contre la menace des Russes qui, s'ils prenaient Constantinople, pourraient disposer d'un accès maritime illimité à la Méditerranée. Les Français s'inquiétaient également de cette possibilité en raison de leurs intérêts en Syrie. Le Royaume-Uni avait eu la possibilité de prendre des parts dans le canal, mais n'avait finalement pas pris d'initiatives en ce sens.
Disraeli était passé près de Suez lors de son voyage au Proche-Orient dans sa jeunesse et lors de son accession au pouvoir, il réalisa l'importance des intérêts britanniques dans la zone. Il dépêcha donc le député libéral Nathan Rothschild à Paris pour essayer de racheter les actions de son constructeur Ferdinand de Lesseps. Le 14 novembre 1875, l'éditeur du Pall Mall Gazette, Frederick Greenwood, apprit du banquier londonien Henry Oppenheim que le khédive cherchait à vendre ses parts dans la compagnie du canal à une société française. Greenwood en informa immédiatement le secrétaire d'État aux affaires étrangères Lord Derby qui transmit la nouvelle à Disraeli. Ce dernier agit rapidement pour obtenir leur achat et le 23 novembre, le khédive offrit de vendre ses actions pour 4 millions de livres (400 millions de livres de 2011). Comme le Parlement n'était pas en session, Disraeli ne pouvait obtenir un financement gouvernemental pour cette acquisition et il fit appel à Lionel de Rothschild pour avancer les fonds. Ce dernier accepta et cette décision fut vivement critiquée en particulier par Gladstone qui accusa Disraeli de saper le système constitutionnel britannique. La cession des actions fut signée au Caire le 25 novembre.
Disraeli dit à la reine : « C'est réglé ; vous l'avez, Madame ! ». L'opinion publique vit l'opération comme une démonstration audacieuse de la suprématie maritime britannique. Dans les décennies qui suivirent, la sécurité du canal de Suez en tant que passage stratégique vers l'Inde, devint un des principaux centres d'attention de la politique étrangère britannique. Le secrétaire d'État aux affaires étrangères Lord Curzon décrivit en 1909 le canal comme « le facteur déterminant de toute action britannique à l'est et au sud de la Méditerranée ».

##### À propos de la Palestine
Dès 1838 la Grande-Bretagne ouvre un consulat à Jérusalem, et l'année suivante l'Église d'Écosse publie un Mémorandum aux monarques protestants d'Europe pour la restauration des Juifs en Palestine. En août 1840, Le Times rapporte que le gouvernement britannique étudie la possibilité d'une telle restauration. En 1841-42, sir Moïse Montefiore entretient une correspondance avec le consul britannique à Damas, Charles Henry Churchill, contenant ce qui paraît être le premier projet enregistré de sionisme politique,.
En 1847, Lord Lindsay écrit que « le sol de la Palestine… n'attend que le retour de ses enfants bannis pour s'industrialiser et développer ses capacités agricoles, afin qu'éclate une fois de plus sa luxuriance et qu'elle redevienne ce qu'elle était au temps de Salomon ». Il témoigne que Benjamin Disraeli, chancelier de l'Echiquier en 1852, avait alors un plan pour restaurer la nation juive en Palestine,, et 26 ans plus tard, en 1877, dans un article intitulé La Question Juive est le Graal de l'Orient, Disraeli prévoyait que les cinquante prochaines années verraient un million de Juifs résidant en Palestine sous direction britannique.

#### Relations avec Victoria

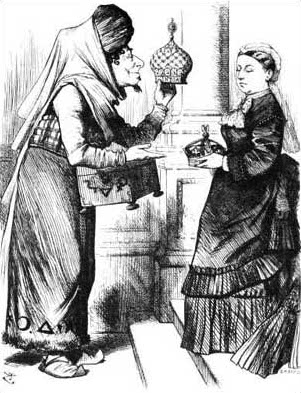
Caricature publiée dans le magazine Puck intitulée Nouvelles Couronnes pour les Anciennes représentant Disraeli en colporteur offrant à Victoria une couronne impériale en échange de sa couronne royale.

Initialement intriguée par Disraeli lorsqu'il entra au Parlement en 1837, Victoria se mit à le détester en raison de ses actions contre Peel. Son opinion devint plus favorable en particulier car Disraeli fit tout pour lui plaire. Il dit ainsi à l'écrivain Matthew Arnold : « tout le monde aime la flatterie et, quand il s'agit de princes, il faut l'étendre avec une truelle ». L'un de ses biographes, Adam Kirsch, suggère que l'obséquiosité de ses relations avec la reine était à la fois de la flatterie, le sentiment que cela était la façon dont un loyal sujet s'adresse à sa souveraine et l'émerveillement qu'un bourgeois d'origine juive soit le compagnon d'un monarque. Au début de son second mandat de Premier ministre, Disraeli avait établi une solide relation avec Victoria, sans doute plus étroite qu'avec tout autre Premier ministre en dehors de son premier, Lord Melbourne. Lors de sa prise de fonctions en 1874 réalisa littéralement la cérémonie du baisemain avec la reine en mettant un genou à terre et selon le biographe Richard Aldous, « pendant les six années qui suivirent, Victoria et Disraeli exploitèrent mutuellement leur proximité à leur avantage ».
Victoria souhaitait depuis longtemps posséder un titre impérial reflétant le territoire en expansion du Royaume-Uni. Elle était irritée que l'empereur Alexandre II de Russie ait un titre plus élevé que le sien et outrée que sa fille la dépasse quand son époux deviendrait empereur allemand. Le titre d'impératrice des Indes était utilisé de manière informelle depuis quelque temps et elle souhaitait le rendre officiel. La reine demanda donc à Disraeli de présenter une loi sur les titres royaux et lui indiqua sa volonté d'ouvrir le Parlement en personne, ce qu'elle ne faisait alors que lorsqu'elle avait besoin d'obtenir quelque chose de la part des législateurs. Disraeli s'inquiétait d'une possible réaction négative des députés et refusa d'évoquer une telle possibilité dans le discours du Trône.
Une fois la loi préparée, sa gestion par Disraeli fut maladroite. Il n'en informa ni le prince de Galles ni l'opposition et fut accueilli avec agacement par le prince et la colère des libéraux qui dénoncèrent une manœuvre despotique. Craignant de perdre, Disraeli hésita à présenter le texte à la Chambre des communes mais la législation fut finalement adoptée avec une majorité de 75 voix en 1876. Selon Aldous, « l'impopulaire Royal Titles Act démolit néanmoins l'autorité de Disraeli à la Chambre des communes ».

#### Balkans et Bulgarie
En juillet 1875, les populations chrétiennes de Bosnie, alors province de l'Empire ottoman, se soulevèrent pour protester contre les persécutions religieuses et les défaillances de l'administration provinciale. En janvier, le sultan Abdülaziz accepta les réformes proposées par l'homme d'État hongrois Gyula Andrássy mais les rebelles, sentant qu'ils pourraient gagner leur liberté, refusèrent de négocier et furent rejoints par des insurgés serbes (en) et bulgares. La répression ottomane en Bulgarie fit des dizaines de milliers de morts et lorsque les rapports de ces exactions arrivèrent en Grande-Bretagne, Disraeli et Derby déclarèrent au Parlement qu'ils ne les croyaient pas. Disraeli qualifia les comptes rendus de « ragots de comptoir » et rejeta les allégations de torture par les Ottomans en avançant que « les Orientaux abrègent généralement leurs relations avec les coupables d'une manière plus expéditive ».
Gladstone, qui avait quitté la direction du parti libéral et s'était retiré de la vie publique, fut horrifié par les rapports sur les atrocités en Bulgarie et en août 1876, rédigea un pamphlet hâtivement écrit affirmant que les Ottomans devraient être privés de la Bulgarie en punition de leurs actes. Il envoya une copie à Disraeli qui la qualifia de « vindicative et mal-écrite… de toutes les horreurs bulgares, peut-être la pire ». Le pamphlet connut néanmoins un immense succès et poussa les libéraux à exiger que l'Empire ottoman ne soit plus un allié du Royaume-Uni. Disraeli écrivit le 3 septembre à Lord Salisbury : « S'il n'y avait pas eu ces malheureuses « atrocités », nous aurions négocié une paix très honorable pour l'Angleterre et satisfaisante pour l'Europe. Nous sommes à présent obligés de prendre un nouveau point de départ et contraindre la Turquie qui a renoncé à toute compassion ». Malgré cela, la politique de Disraeli était de protéger Constantinople et l'intégrité de son empire.
Disraeli et le cabinet envoyèrent Salisbury pour mener la délégation britannique à la conférence de Constantinople organisée de décembre 1876 à janvier 1877. Durant les préparatifs de la conférence, Disraeli demanda à Salisbury d'obtenir l'occupation militaire de la Bulgarie et de la Bosnie par le Royaume-Uni et le contrôle britannique de l'armée ottomane. Salisbury ignora ces consignes que son biographe Andrew Roberts qualifie d'« absurdes ». La conférence fut finalement un échec car l'Empire ottoman et les puissances européennes ne parvinrent pas à un accord.
La session parlementaire reprit en février 1877 avec Disraeli à la Chambre des lords en tant que comte de Beaconsfield. Il ne fit qu'un seul discours durant cette législature et déclara le 20 février que les Balkans avaient besoin de stabilité et que forcer la Turquie à faire des concessions territoriales ne ferait rien pour faciliter cette évolution. Le Premier ministre voulait un accord avec les Ottomans selon lequel les Britanniques occuperaient temporairement des positions stratégiques pour dissuader les Russes d'entrer en guerre le temps de négocier une sortie de crise mais il était isolé au sein de son cabinet qui préférait démanteler l'Empire ottoman. Alors que Disraeli, de plus en plus malade, continuait d'affronter son cabinet, la Russie envahit l'Empire ottoman le 21 avril.

#### Congrès de Berlin

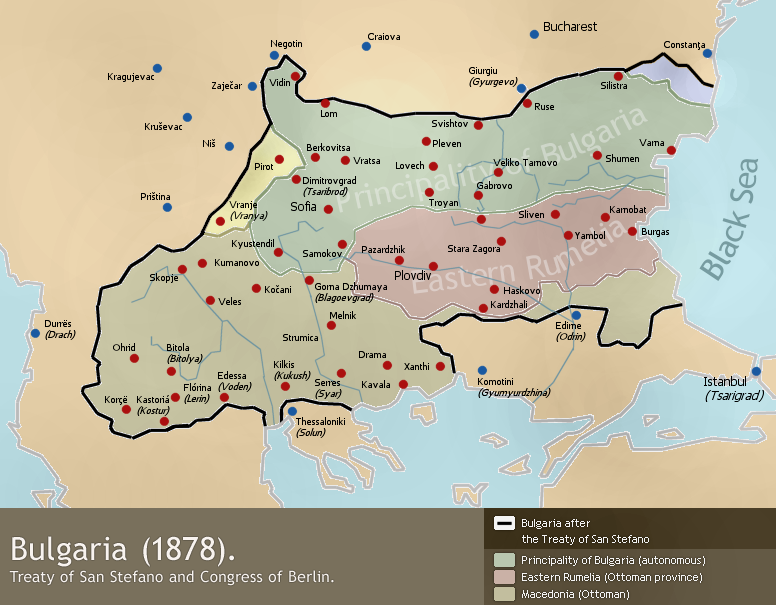
Carte de la Bulgarie d'après le traité de San Stefano. Le traité de Berlin la divisa entre une partie autonome (en vert) et une province ottomane (en rouge).

Les Russes progressèrent rapidement dans les Balkans et s'emparèrent de la ville bulgare de Pleven en décembre 1877 ; la chute de Constantinople semblait alors inévitable. La guerre divisait l'opinion publique britannique mais les succès russes poussèrent certains à demander une intervention du côté ottoman. Le siège de Plevna fit la une des journaux pendant des semaines et les déclarations de Disraeli avertissant de la menace posée aux intérêts britanniques par les Russes semblèrent de plus en plus prophétiques. L'attitude jingoïstique de nombreux Britanniques renforça la position politique de Disraeli ; la reine agit également en sa faveur en lui rendant visite à Hughenden ; il s'agissait de sa première visite dans la résidence de son Premier ministre depuis Lord Melbourne. À la fin du mois de janvier 1878, le sultan ottoman fit appel au Royaume-Uni pour sauver Constantinople. Au milieu de la fièvre belliciste, le gouvernement britannique demanda au Parlement d'octroyer 6 millions de livres (631 millions de livres de 2011) à la préparation de l'armée et de la marine. Gladstone, qui était revenu en politique, s'opposa à la mesure mais ne fut suivi que par la moitié des députés de son parti. L'opinion publique était du côté de Disraeli même si certains lui reprochaient de ne pas immédiatement déclarer la guerre à la Russie.
Avec les Russes aux portes de Constantinople, les Ottomans acceptèrent un armistice et, par le traité de San Stefano signé en mars 1878, cédèrent de larges territoires à un nouvel État appelé Bulgarie qui devenait de fait un vassal de la Russie. Les autres possessions ottomanes en Europe reçurent leur indépendance et des territoires furent cédés directement à la Russie. Cela était inacceptable pour les Britanniques qui protestèrent en espérant convaincre les Russes d'accepter une conférence internationale que le chancelier allemand Bismarck proposait d'organiser à Berlin. Le cabinet discuta de la proposition de Disraeli de stationner des troupes indiennes à Malte avant un possible déploiement dans les Balkans et émit ses réserves. Derby démissionna en signe de protestation et Disraeli le remplaça par Salisbury. Alors que les préparatifs militaires britanniques se poursuivaient, les Russes et les Ottomans acceptèrent de négocier à Berlin.
En préparation de la conférence, des échanges secrets eurent lieu entre le Royaume-Uni et la Russie en avril et mai 1878. Les Russes étaient disposés à accepter une réduction du territoire bulgare mais refusèrent d'abandonner leurs conquêtes en Bessarabie et sur la côte orientale de la mer Noire. En échange, les Britanniques demandèrent une possession en Méditerranée orientale pour baser des navires et des troupes et négocièrent la cession de Chypre avec les Ottomans. Une fois parvenu à ces accords secrets, Disraeli était prêt à accepter les gains russes.

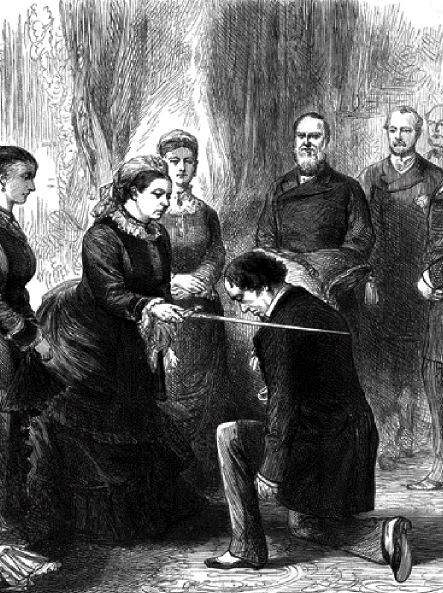
La reine Victoria nomme Disraeli à l'ordre de la Jarretière en 1878.

Disraeli laissa le détail des négociations à Salisbury et concentra ses efforts sur la manière d'empêcher la création d'une Grande Bulgarie. Il parvint à obtenir que la Bulgarie reste en partie inféodée à l'Empire ottoman mais échoua à empêcher la démilitarisation de Batum que les Russes fortifièrent en 1886. La convention de Chypre cédant l'île au Royaume-Uni fut également annoncée durant le Congrès. Disraeli négocia que l'Empire ottoman conserve suffisamment de territoires en Europe pour protéger les Dardanelles. Selon un compte rendu, il demanda à son secrétaire de préparer un train spécial pour qu'il puisse rentrer en Grande-Bretagne préparer la guerre si les Russes restaient intransigeants. La Russie finit par céder et accepter les conclusions du Congrès mais Alexandre II décrivit plus tard la conférence comme « une coalition européenne contre la Russie menée par Bismarck ».
Le traité de Berlin fut signé le 13 juillet 1878 au palais Radziwill à Berlin. Disraeli et Salisbury furent accueillis en héros à leur retour en Grande-Bretagne. Au seuil du 10 Downing Street, il reçut des fleurs envoyées par la reine et déclara à la foule rassemblée : « Lord Salisbury et moi-même vous avons ramené la paix mais une paix, je l'espère, avec honneur, ». Il déclina la proposition royale de le faire duc mais accepta d'intégrer l'ordre de la Jarretière à condition que Salisbury ait aussi droit à cet honneur. À Berlin, Bismarck déclara admiratif à propos de Disraeli : Der alte Jude, das ist der Mann! (« Ce vieux Juif, c'est l'homme de la situation ! »).

#### Afghanistan et Zoulouland
Dans les semaines qui suivirent le congrès de Berlin, Disraeli et le cabinet envisagèrent d'organiser une élection générale pour profiter de la satisfaction de l'opinion publique. Les législatures duraient alors au maximum sept ans et la tradition voulait que l'on n'organise pas d'élection avant la sixième année à moins d'y être contraint par les événements. Le précédent scrutin avait eu lieu quatre ans et demi plus tôt et rien ne laissait présager une défaite conservatrice s'ils attendaient. Cette décision de ne pas chercher une conformation de son pouvoir a souvent été citée comme la plus grande erreur de Disraeli. Blake nuance néanmoins cette affirmation en avançant que les résultats des conservateurs lors des élections locales n'avaient pas été particulièrement brillants et doute que Disraeli ait manqué une grande opportunité en attendant.
Comme l'Afghanistan avait souvent été la porte d'entrée des conquérants de l'Inde, les Britanniques surveillaient la région et y intervenaient depuis les années 1830 pour essayer de maintenir les Russes à distance. L'émir Sher Ali Khan s'efforçait de conserver la neutralité de son pays entre ses deux puissants voisins mais malgré son opposition, une délégation russe arriva à Kaboul en juillet 1878. Les Britanniques demandèrent alors qu'une de leurs délégations soit également reçue dans la capitale afghane. Le vice-roi Lord Lytton n'informa pas Disraeli de son ultimatum et il ignora ce dernier quand il lui demanda de ne pas agir. Lorsque l'entrée de la délégation britannique en Afghanistan fut refusée, Lord Roberts passa à l'offensive et battit facilement les forces afghanes. Le conflit se termina par la signature du traité de Gandomak par lequel l'Afghanistan renonçait à sa souveraineté externe et acceptait une garnison britannique à Kaboul. Le 8 septembre 1879, Louis Cavagnari, responsable de la garnison, fut tué par des soldats afghans qui s'étaient mutinés. Roberts entreprit alors une expédition punitive qui se termina par la bataille de Kandahar (en) un an plus tard. Les Britanniques abandonnèrent l'idée de stationner des troupes dans le pays mais leurs objectifs de stabilisation de la frontière nord-ouest de l'Inde avaient été remplis.
La politique britannique en Afrique du Sud était d'encourager le rapprochement des colonies britanniques du Cap et du Natal et des républiques boers du Transvaal (annexée par le Royaume-Uni en 1877) et de l'Orange. Le gouverneur de la colonie du Cap, Henry Bartle Frere, considérait que la formation d'une fédération serait impossible tant que les tribus indigènes locales refuseraient la domination britannique. Il envoya donc une série de demandes au roi zoulou Cetshwayo en sachant pertinemment qu'elles étaient inacceptables. Bartle Frere n'informa pas le cabinet de ses actes jusqu'à ce que l'ultimatum soit presque expiré. Disraeli et le gouvernement le soutinrent à contre-cœur et acceptèrent d'envoyer des renforts en janvier 1879. Le 22 janvier, un impi ou armée zouloue attaqua par surprise un campement britannique à Isandhlwana et près de 1 300 soldats furent tués. La nouvelle de la défaite n'arriva à Londres que le 12 février et Disraeli écrivit le lendemain : « Le terrible désastre m'a atteint au plus profond ». Il réprimanda Bartle Frere mais le laissa responsable de la situation, ce qui fut très critiqué. Disraeli plaça le général Garnet Joseph Wolseley à la tête de l'armée et les Zoulous furent écrasés à la bataille d'Ulundi le 4 juillet 1879 ; la guerre se termina par l'annexion du territoire zoulou.

### Élection de 1880

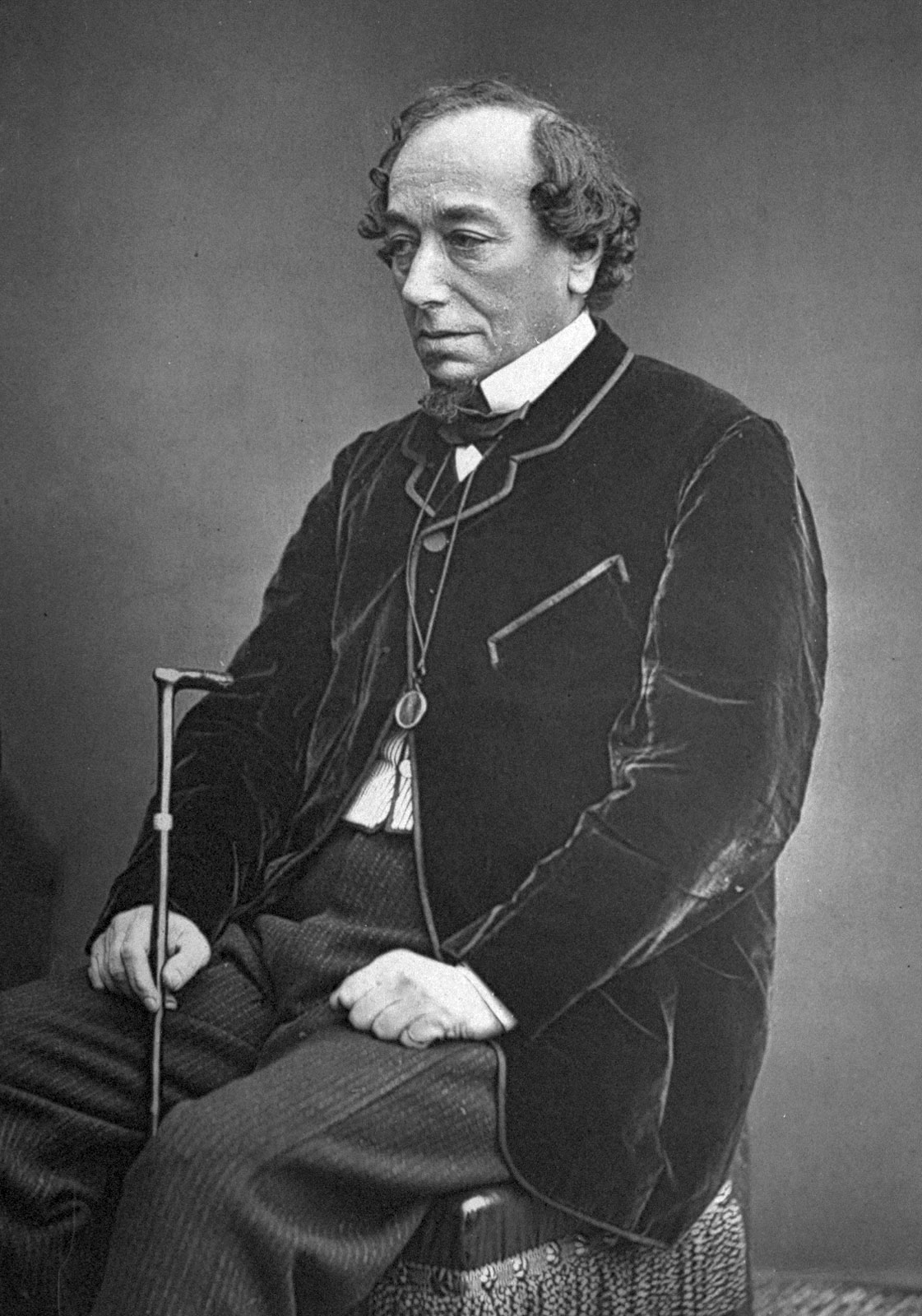
Disraeli vers 1878 par William Downey.

Lors de l'élection de 1874, Gladstone avait été élu un des deux députés de Greenwich mais il était arrivé derrière le candidat conservateur, ce qu'il qualifia de défaite plutôt que de victoire. En décembre 1878, il reçut la nomination libérale pour Edinburghshire, une circonscription populairement appelée Midlothian. La petite scène politique écossaise était dominée par le conservateur Duc de Buccleuch et le libéral Lord Rosebery. Ce dernier, un ami de Disraeli et de Gladstone qui succéda à ce dernier au poste de Premier ministre, s'était rendu aux États-Unis pour étudier les pratiques politiques locales et revint convaincu que certains aspects pouvaient être appliqués en Grande-Bretagne. Sur ses conseils, Gladstone réalisa une campagne dite de Midlothian, non pas uniquement dans sa circonscription, mais dans tout le Royaume-Uni au cours de laquelle il donna des discours enflammés attaquant Disraeli en particulier sur sa politique étrangère.
Les perspectives conservatrices furent affectées par le mauvais temps et ses conséquences sur l'agriculture. Quatre étés humides avaient entraîné des récoltes médiocres et si dans le passé, les agriculteurs pouvaient facilement augmenter leurs prix, les importations de céréales depuis les États-Unis maintenaient à présent les cours à un niveau bas. D'autres pays européens, affrontant les mêmes difficultés, avaient opté pour le protectionnisme et Disraeli était pressé de réinstaurer les Corn Laws pour réduire les importations et faire remonter le prix de vente des produits agricoles. Il refusa en déclarant que cette question était réglée. Le protectionnisme aurait été très impopulaire auprès des nouvelles classes moyennes urbaines car il aurait renchéri le coût de la vie. Au milieu d'un marasme économique général, les conservateurs perdirent l'appui de nombreux agriculteurs.
La santé de Disraeli continua de se détériorer tout au long de l'année 1879. Du fait de son infirmité, il arriva avec un retard de trois-quarts d'heure à un banquet organisé par le lord-maire de Londres à Guildhall en novembre au cours duquel il est de coutume que le Premier ministre fasse un discours. Même si beaucoup le complimentèrent sur son apparente bonne santé, il lui avait fallu de grands efforts pour apparaître ainsi et lorsqu'il déclara à l'audience qu'il espérait reparler à cette réception l'année suivante, beaucoup rirent. Malgré son assurance en public, Disraeli s'attendait à une défaite de son parti lors de la prochaine élection.
En dépit de ce pessimisme, les conservateurs reprirent espoir au début de l'année 1880 avec des succès dans des élections partielles que les libéraux semblaient assurés de remporter. Le cabinet avait décidé d'attendre avant de dissoudre le Parlement mais au début de mois de mars, il décida d'organiser un scrutin le plus tôt possible. Le Parlement fut dissous le 24 mars et les premières circonscriptions votèrent une semaine plus tard.
Disraeli ne participa pas à la campagne car il estimait déplacé qu'un Lord fasse des discours pour influencer une élection à la Chambre des communes. Cette règle s'appliqua également aux principaux membres du parti conservateur comme Salisbury. Les estimations annonçaient un résultat serré mais après les premiers retours, il devint clair que les conservateurs avaient subi une cuisante défaite. Les libéraux disposaient d'une majorité absolue avec environ 50 voix d'avance.

## Mort

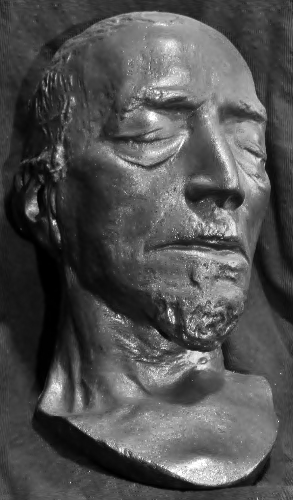
Masque mortuaire de Disraeli.

Après sa défaite, Disraeli écrivit à Lady Bradford que dissoudre un gouvernement demandait autant de travail qu'en former un, le plaisir en moins. De retour à Hughenden, Disraeli rumina sa défaite mais reprit son roman Endymion dont il avait commencé la rédaction en 1872 avant de l'arrêter après l'élection de 1874. L'œuvre fut rapidement achevée et publiée en novembre 1880. Il maintint une correspondance épistolaire avec Victoria qui avait été attristée par son départ. Lorsque le Parlement se réunit en janvier 1881, il prit la tête des conservateurs à la Chambre des lords et s'efforça de modérer les législations de Gladstone,.
Souffrant d'asthme et de goutte, Disraeli sortait aussi peu que possible. En mars, il développa une bronchite et ne quitta son lit que pour une réunion avec Salisbury et d'autres dirigeants conservateurs le 26. Lorsqu'il devint clair qu'il ne guérirait pas de cette maladie, ses amis et opposants se rendirent à son chevet. Il refusa une visite de la reine en indiquant « qu'elle me demanderait uniquement de porter un message à Albert ».
Malgré la gravité de l'état de santé de Disraeli, les médecins rédigeaient des bulletins optimistes à destination du public. Le Premier ministre Gladstone, s'enquit à plusieurs reprises de l'état de son rival et écrivit dans son journal : « Puisse le Tout-Puissant être près de son oreiller ». Disraeli communiait habituellement à Pâques et le 17 avril, ses amis et ses proches discutèrent de lui offrir la possibilité de le faire ; ceux qui craignaient de lui faire perdre espoir furent finalement plus nombreux. Le matin du lundi de Pâques, il fut pris de démence et tomba dans le coma. Les derniers mots connus de Disraeli furent « j'aurais préféré vivre mais je n'ai pas peur de mourir » le 19 avril, même si des rumeurs avancent qu'il aurait prononcé la Chema Israël de la religion juive. La maison où il mourut, à Curzon Street dans le quartier de Mayfair, a une plaque à son nom.

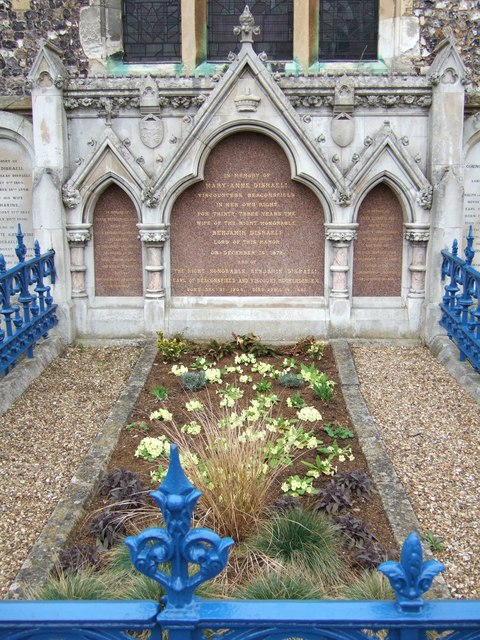
Tombe de Disraeli où poussent des primevères au manoir Hughenden.

Ses exécuteurs testamentaires se prononcèrent contre des funérailles publiques car ils voulaient éviter que de trop grandes foules ne veuillent lui rendre un dernier hommage. La cérémonie funèbre fut menée par son frère Raphael et son neveu Coningsby qui hérita du manoir Hughenden. La reine endeuillée envisagea d'anoblir Raphael ou Coningsby en mémoire de Disraeli (comme il n'avait pas d'enfants, ses titres disparurent avec lui) mais elle se ravisa car leurs possessions étaient trop faibles pour une pairie. Le protocole lui interdisait d'assister aux funérailles mais elle envoya une gerbe de primevères (« ses fleurs préférées ») et se rendit sur sa tombe quatre jours plus tard ; le protocole ne changea pas jusqu'en 1965 quand Élisabeth II assista à l'enterrement de l'ancien Premier ministre Winston Churchill,.
Disraeli fut inhumé avec son épouse dans un caveau sous l'église St Michael and All Angels se trouvant dans le domaine du manoir Hughenden. La reine Victoria fit également ériger un mémorial dans le chancel de l'église. Le caveau Disraeli renferme également le corps de Sarah Brydges Willyams, une riche veuve avec qui Disraeli maintint une longue correspondance à partir des années 1830. À sa mort en 1865, elle lui légua un large héritage qui l'aida à rembourser ses dettes. Disraeli laissa une fortune de près de 84 000 £ (environ 9 millions de livres de 2011) au moment de sa mort.
Disraeli possède un mémorial à l'abbaye de Westminster qui fut érigé à l'instigation de Gladstone qui le recommanda dans son eulogie devant la Chambre des communes. Son discours était très attendu du fait de son opposition bien connue au défunt. Finalement, l'allocution fut un modèle du genre et il évita de commenter les politiques de Disraeli tout en soulignant ses qualités.

## Héritage

### Littérature

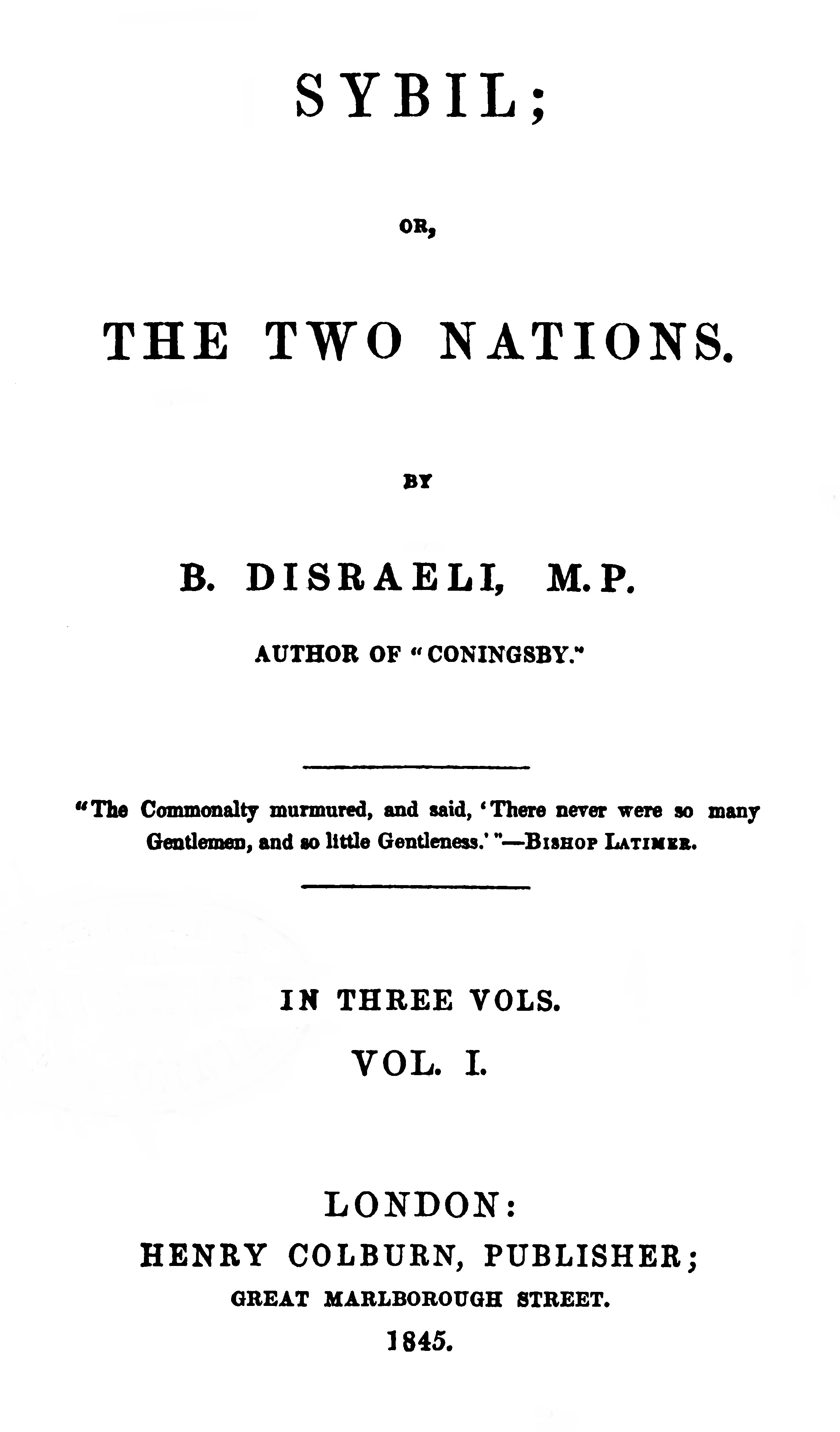
Couverture de la première édition de Sybil; or, The Two Nations (1845).

Blake suggère que Disraeli « a produit un poème épique incroyablement mauvais et une tragédie en vers blancs de cinq actes, peut-être encore pire. Il écrivit également sur la science politique et une biographie, la Life of Lord George Bentinck qui est excellente… remarquablement équilibrée et juste ». Disraeli a néanmoins plus été jugé sur ses romans et les critiques ont dès le départ été partagés. L'écrivain R. W. Stewart note qu'il y a toujours deux critères pour juger l'œuvre de Disraeli, un politique et l'autre artistique. Le critique littéraire Robert O'Kell est de cet avis et écrit : « Il est après tout, même si vous êtes un conservateur jusqu'au bout des ongles, impossible de considérer Disraeli comme un romancier de premier plan. Et il est tout aussi impossible, peu importe que vous regrettiez les extravagances et les inconvenances de ses livres, d'en faire un auteur insignifiant ».
Ses premiers romans silver fork comme Vivian Grey (1826) et The Young Duke (1831) mettaient en scène de manière romancée la vie aristocratique (dont il ne connaissait rien) avec des personnages basés sur des figures publiques bien connues. Son roman le plus autobiographique fut Contarini Fleming (1832), une œuvre au sérieux revendiqué qui ne rencontra pas le succès. Le critique William Kuhn suggère que l'œuvre de Disraeli peut être prise comme « les mémoires qu'il n'écrivit jamais » et révèlent la vie personnelle d'un homme politique pour qui les normes de l'époque victorienne semblaient être un carcan social.
Sur ses autres romans du début des années 1830, Alroy est décrit par Blake comme « lucratif mais illisible » tandis que The Rise of Iskander (1833), The Infernal Marriage et Ixion in Heaven (1834) eurent peu d'impact. Henrietta Temple (1837) fut le second succès de Disraeli. Le livre s'appuie sur son aventure avec Henrietta Sykes pour relater l'histoire d'un jeune homme criblé de dettes déchiré entre un mariage intéressé mais sans amour et une passion coup de foudre pour l'héroïne éponyme. Venetia (1837) fut une œuvre mineure écrite pour obtenir rapidement de l'argent.
Dans les années 1840, Disraeli rédigea une trilogie sur des thèmes politiques. Avec Coningsby; or, The New Generation (1844), Disraeli, selon Blake, « insuffla dans le monde littéraire un vent de sensibilité politique épousant la croyance que le futur de l'Angleterre comme puissance mondiale dépendait non pas de la vieille garde suffisante mais des jeunes politiciens idéalistes » Coningsby fut suivi par Sybil; or, The Two Nations (1845), un autre roman politique mais moins idéaliste et plus clairvoyant que le précédent ; le two nations du sous-titre fait référence à l'écart économique et social séparant quelques privilégiés et les classes ouvrières défavorisées. Le dernier ouvrage de la trilogie politique fut Tancred (1847), qui défendait le rôle de l'Église d'Angleterre dans le renouveau spirituel britannique.
Les derniers romans de Disraeli furent Lothair (1870) et Endymion (1880). Le premier fut décrit par Daniel R. Schwarz comme son Voyage du pèlerin dans lequel il analyse le rôle des églises anglicane et catholique en politique. Même si le héros d'Endymion est un whig, Disraeli y expose pour la dernière fois ses croyances politiques et économiques. Jusqu'au bout, il attaqua ses adversaires dans des caricatures à peine déguisées : le personnage de St Barbe dans Endymion est largement considéré comme une moquerie de l'écrivain William Makepeace Thackeray qui avait offensé Disraeli plus de trente ans plus tôt en le ridiculisant dans le magazine Punch,,. Disraeli laissa un roman inachevé dont le personnage central, Falconet, est indiscutablement une caricature de Gladstone.

### Politique

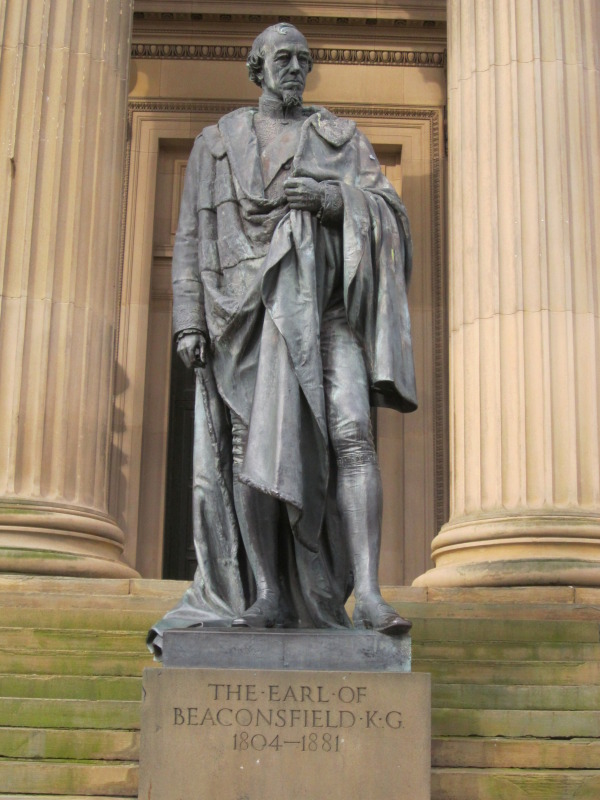
Statue de Disraeli devant le St. George's Hall de Liverpool.

Dans les années qui suivirent la mort de Disraeli, le parti conservateur, mené par Salisbury, reprit son idéologie de « démocratie tory » selon laquelle les conservateurs devaient soutenir et améliorer le sort des classes ouvrières. Cet aspect de ses politiques a été réévalué par les historiens des XXe et XXIe siècles. En 1972, B. H. Abbott avança que l'expression de « démocratie tory » fut inventée par Randolph Churchill mais que ce fut Disraeli qui en fit une composante essentielle de la philosophie conservatrice. En 2007, Parry écrivit que « le mythe de la démocratie tory n'a pas résisté à l'examen attentif des historiens des années 1960 qui démontrèrent que Disraeli s'était très peu intéressé aux législations sociales et qu'il avait été très flexible dans les négociations sur la réforme parlementaire de 1867 ». Malgré cela, Parry considère Disraeli et non Peel, comme le fondateur du parti conservateur moderne. L'écrivain et homme politique conservateur Douglas Hurd écrivit en 2013 : « Disraeli ne fut pas un démocrate tory ; et ce ne fut pas parce qu'il n'utilisa jamais l'expression. Il rejetait le concept dans son ensemble ».
Les actions de Disraeli en politique internationale ont également été vues comme ayant attiré les électeurs des classes ouvrières. Avant sa direction du parti conservateur, l'impérialisme était associé au parti libéral et en particulier à Palmerston tandis que les conservateurs murmuraient leur opposition. Disraeli fit de son parti le principal défenseur de l'Empire britannique et soutien d'actions militaires pour asseoir sa domination. Cette évolution provenait en partie des propres vues de Disraeli, en partie car il y voyait un avantage pour les conservateurs et en partie en opposition à Gladstone qui appréciait peu l'expansion de l'Empire. Blake avança que l'impérialisme de Disraeli « orienta le parti conservateur pour de nombreuses années et que la tradition qu'il initia fut probablement son meilleur atout pour remporter les voix des classes ouvrières durant le dernier quart de siècle ». Certains historiens ont mentionné une impulsion romantique derrière l'approche de Disraeli envers l'Empire et les affaires étrangères ; Abbot écrivit ainsi : « Aux concepts conservateurs mythiques de la Couronne, de l'Église, de l'Aristocratie et du Peuple, Disraeli ajouta l'Empire ». D'autres y ont vu un certain pragmatisme. Le biographe de Gladstone, Philip Magnus, opposa la gestion de Disraeli des affaires étrangères à celle de Gladstone qui « ne comprit jamais que les grands principes moraux, dans leur application à la politique étrangère, sont plus souvent destructeurs de la stabilité politique que motivations pour l'intérêt national ».
Tout au long de sa vie, les opposants et parfois les amis et les alliés de Disraeli se demandèrent s'il croyait sincèrement aux idées qu'il défendait ou s'il les considérait simplement comme des outils qu'il promouvait sans conviction. En 1843, au moment du groupe Young England, John Manners écrivit : « Si je pouvais me convaincre que D'Israeli croyait tout ce qu'il a dit, je serais ravi : ses vues historiques sont proches des miennes, mais les croit-il ? ». En 1966, Blake suggère qu'il n'est pas plus possible de répondre à cette question aujourd'hui qu'à l'époque. Paul Smith avance néanmoins dans son article sur les politiques de Disraeli que ses idées furent articulées de manière cohérente sur une carrière de près d'un demi-siècle et « qu'il est impossible de les écarter comme un vulgaire attirail de cambrioleur visant à entrer par effraction dans le panthéon politique britannique ».
Frances Walsh résuma ainsi la vie de Disraeli :

« Le débat sur sa place dans le panthéon conservateur a perduré depuis sa mort. Disraeli a fasciné et divisé les opinions de ses contemporains ; il était vu par beaucoup, y compris au sein de son propre parti, comme un aventurier et un charlatan et par les autres comme un homme d'État patriote et clairvoyant. En tant qu'acteur sur la scène politique, il joua de nombreux rôles : héros byronien, homme de lettres, critique social, virtuose parlementaire, monsieur Hughenden, compagnon royal, homme d'État européen. Sa personnalité singulière et complexe a offert aux historiens et aux biographes un défi particulièrement ardu. »